# Chronik der Proteste im Libanon Januar bis Juni 2020
Die Chronik der Proteste im Libanon Januar bis Juni 2020 erfasst die Ereignisse der Proteste im Libanon von Januar bis Juni 2020.

## Zwölfte Woche (ab 2. Januar)
Aus Protest gegen die Bankenpolitik stürmten am Morgen des 2. Januar 2020 mehrere Demonstranten eine Bank in der Stadt Sidon. Dies löste eine Auseinandersetzung mit den Sicherheitskräften aus, und eine Reihe von Menschen wurden durch den Ansturm verletzt.
Eine Gruppe von Demonstranten versammelte sich am 2. Januar in der Nähe des Hafens von Beirut und des Hafens von Tripolis, die als die wichtigsten von Korruption geplagten staatlichen Institutionen des Landes angesehen wurden. „Die Revolution hat nicht aufgehört, sie hat gerade erst begonnen. Die Revolutionäre werden ihre Proteste fortsetzen“, sagte der Aktivist Charbel Qaii gegenüber LBCI. In der Stadt Zahlé in Bekaa teilte die Nationale Nachrichtenagentur mit, dass mehrere Straßen von Demonstranten blockiert worden seien, hauptsächlich im Zentrum von Bekaa, Saabnayel, Taalabaya und Qob Elias. In der Hauptstadt wurden eine Hauptstraße von Corniche al-Mazraa und in der Nachbarschaft von Qasqas für kurze Zeit von Demonstranten blockiert. In der Nacht zuvor hatten Demonstranten kurzzeitig eine Verbindungsstraße nach Baalbek blockiert. Die Demonstranten forderten auch den Rücktritt des neuen libanesischen Premierministers Hassan Diab.
Eine Reihe von Aktivisten versammelten sich am Abend des Tages in der Nähe des Parlamentsgebäudes, um die Bildung einer unabhängigen Regierung zu fordern, die Reformen durchführen soll. Nach Ansicht von LBCI sind sich die Protestierenden zur Zeit uneins; einige wollen dem designierten Ministerpräsidenten die Möglichkeit geben, ein Kabinett zu bilden, andere hingegen sind völlig gegen die Regierungsbildung. Nach den Ferien und der relativen Ruhe kehrten am Freitag Demonstrationen gegen die politische Klasse und die schlechten wirtschaftlichen Verhältnisse im Libanon zurück, als die Demonstranten ihre Wut über Korruption und Misswirtschaft zum Ausdruck brachten, schrieb Naharnet. Am frühen Freitag (3. Januar) kam es zu Schlägereien zwischen der libanesischen Armee und Demonstranten, die die Autobahn Nahr al-Kalb blockierten, eine wichtige Verbindung zwischen Beirut und dem Norden des Landes, mit verbrannten Reifen und Metallbarrieren. Zu Auseinandersetzungen zwischen einer kleinen Gruppe von Demonstranten und Sicherheitskräften kam es am selben Tag vor einer Bank in Halba; die Demonstranten warfen Steine auf die Sicherheitskräfte, die in die Luft feuerten, um sie zu zerstreuen. Die Banken in den Städten Halba und al-Abdeh (Distrikt Akkar) wurden am Samstag (4. Januar) nach einem Tag voller Spannungen in einer der Banken geschlossen, in denen Schlägereien stattfanden und Tränengasbomben geschleudert wurden. Alle Banken haben aufgrund eines Beschlusses des libanesischen Bankenverbands „bis auf weiteres“ ihre Türen geschlossen. Anonyme Demonstranten warfen am Samstag Eier an die Tür einer Bankfiliale in der Region Bikfaya und sprühten das Wort „Revolution“ auf die Glaswände.
Kommandeur iranischer Eliteeinheit bei US-Angriff getötet

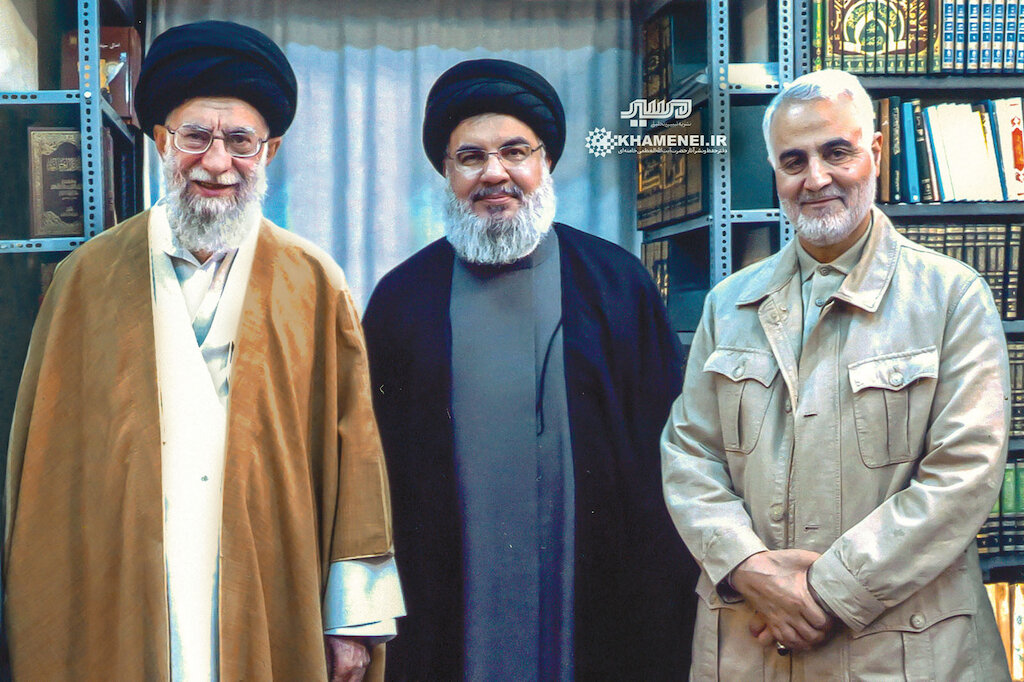
Hisbollah-Führer Nasrallah mit Ali Chamene’i und dem iranischen Generalmajor Qasem Soleimani (2019), Kommandeur der al-Quds-Einheit, einer Division der Iranischen Revolutionsgarde (IRGC), die Spezialeinsätze außerhalb des Iran durchführt

Ein Ereignis überschattete zum Jahresbeginn die schwierige Regierungsbildung wie auch die Haltung der Demonstranten; das US-Militär hatte am frühen Freitagmorgen (3. Januar) einen der ranghöchsten iranischen Militärs getötet. Qasem Soleimani starb bei einem Drohnenangriff auf seine Wagenkolonne am Flughafen der irakischen Hauptstadt Bagdad. Soleimanis Truppe war jüngst vor allem für Einsätze in Syrien und im Irak verantwortlich. Ihr Chef fungierte zudem als wichtiger militärischer Berater des syrischen Diktators Assad sowie der Hisbollah im Libanon. Der Libanon müsse negative Auswirkungen der Eskalation der Spannungen im Irak nach dem Tod eines iranischen Spitzengenerales in der Nähe von Bagdad durch die USA vermeiden, sagte der Geschäftsführende Außenminister Gebran Bassil am 5. Januar. Unterdessen besuchten am Sonntag Tausende das Hisbollah-Denkmal für den ermordeten Befehlshaber der al-Quds-Einheit.
Im Libanon gab es gemischte Reaktionen auf eine Rede des Hisbollah-Generalsekretärs Hassan Nasrallah am Sonntag zur Tötung Qasem Soleimanis. Ein Medienaktivist, der sich weigerte, genannt zu werden, sagte, Nasrallahs Rede sei eine „Kriegserklärung“ an die USA. „Wie kann der Vorsitzende einer libanesischen Partei einen solchen Krieg erklären?“ Der frühere Abgeordnete Fares Saeed sagte: „Nasrallahs Rede enthält nichts Neues als einen hohen Ton, einen Versuch, zu Waffen zu rufen und eine Erklärung, dass das Ansehen des Iran trotz der Ermordung von Soleimani immer noch besteht.“ „Die Ergebnisse werden nicht ändern, was passiert“, sagte er. „Es gibt eine amerikanische Entscheidung, den Iran zu blockieren.“ Zu den Auswirkungen der Rede auf innere Angelegenheiten im Libanon sagte er: „Vor und nach dem Attentat wird der Libanon von der Hisbollah regiert und kann den Libanon weder wirtschaftlich noch finanziell vor den Krisen retten, unter denen er leidet.“
Warten auf die Regierungsbildung
Am Sonntagabend, als der landesweite Aufstand seinen 82. Tag erreichte, erfolgten erneut Straßensperren im Libanon, auch auf der Beiruter Ringbrücke. Ein Abgeordneter wurde gezwungen, das Restaurant zu verlassen. Nach wie vor kämpfe Diab um die Überwindung von Hindernissen, schrieb The Daily Star am Montag (6. Januar); „angesichts des anhaltenden Rücktrittsdrucks von regierungsfeindlichen Demonstranten ringt der designierte Premierminister Hassan Diab immer noch darum, die verbleibenden Hürden bei der Vertretung der christlichen und sunnitischen Volksgruppen zu überwinden, die die Bildung einer neuen Regierung verzögern.“ Erneut waren die Finanzinstitutionen des Libanons Ziel des Zorns der Demonstranten, als sie versprachen, den Druck auf Banken aufrechtzuerhalten.
Am Dienstag (7. Januar) versammelten sich Aktivisten aus Zahlé und Bekaa in der Nähe der Serail und des Finanzministeriums, um den Zugang für Mitarbeiter zu blockieren. „Wir richten uns gegen die staatlichen Institutionen. Diese Woche protestieren wir gegen die Politik des Finanzministeriums, LibanPost und die zu Unrecht erhobenen Steuern“, sagte ein Protestierender gegenüber dem LBCI-Reporter. Unter dem Motto Aufstand der libanesischen Universitäten fand am 8. Januar ein Marsch von Studenten vom Justizpalast aus statt; er endete am Eingang des Parlaments in Beirut. Die Demonstranten hatten zahlreiche Haltepunkte auf ihrem Weg; wie die libanesische Universitätsverwaltung, Sodeco, die Ringbrücke, der Bankenverband und der Märtyrerplatz.

Am 8. Januar stellte die staatliche Elektrizitätsgesellschaft die Stromversorgung in Tripoli ein. Dutzende Demonstranten schafften es, die Werkstatt, die Hallen und Büros der Elektrizitätsgesellschaft sowie das Kontrollzentrum und den Operationssaal zu betreten und forderten die Wiederherstellung des Stroms. Das Armeepersonal stieß dort mit den Demonstranten zusammen, wonach es ihnen gelang, das Gebäude zu räumen. Zwölf Personen, darunter drei Militärangehörige, wurden laut NNA als verletzt gemeldet.

## 13. Woche (ab 9. Januar)
Die Demonstrationen am 85. Tag der landesweiten Proteste (9. Januar) zielen auf Büros der Electricité du Liban (EDL) im gesamten Libanon. Streitereien zwischen Armeetruppen und Aktivisten, die in der Nacht auf den Freitag (10. Januar) die Straße blockierten, brachen aus Protest gegen sich verschlechternde Stromversorgung aus. Mehrere von ihnen wurden festgenommen, nachdem sie sich geweigert hatten, den Forderungen der Armee nach einer Wiedereröffnung der Straße nachzukommen. Demonstranten in Tripolis blockierten die Autobahn nach Beddawi, um gegen die Inhaftierung einer Gruppe von Aktivisten zu protestieren, die von der Armee über Nacht festgenommen wurden, berichtete die Nationale Nachrichtenagentur am 10. Januar. Die Demonstranten blockierten die Autobahn mit brennenden Reifen und Zementblöcken und versprachen, die Blockaden beizubehalten, bis die Inhaftierten freigelassen wurden.

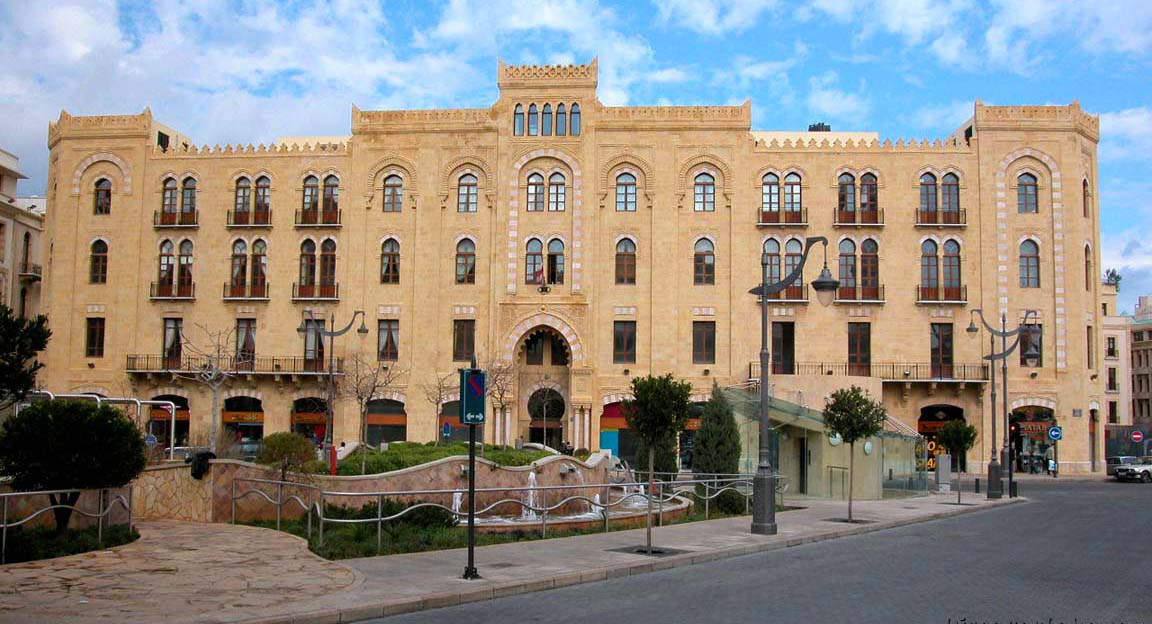
Gebäude der Stadtverwaltung in Beirut

Am Freitag (10. Januar) kam es in der Innenstadt von Beirut zu Schlägereien zwischen Demonstranten, die den Rücktritt des Gouverneurs und Bürgermeisters von Beirut forderten, und einer weiteren Gruppe, die den Einsatzes von Anti-Aufruhr-Polizisten verteidigte. Aktivisten veranstalteten in der Nähe des kommunalen Gebäudes ein Sitzstreik und beschuldigten den Gouverneur von Beirut, Ziad Shebib, und den Bürgermeister von Beirut, Jamal Itani, der Korruption und des Missmanagements. Sicherheitskräfte bildeten eine menschliche Barriere zwischen den beiden Gruppen, als Demonstranten leere Flaschen aufeinander schleuderten und einige Steine Berichten zufolge eine Frau verletzten. Hunderte von Demonstranten marschierten am Samstag, dem 87. Tag der landesweiten Proteste gegen die Regierung im Libanon, durch die Stadtteile von Beirut.
Der Vorsitzende der progressiven sozialistischen Partei, Walid Jumblat, sagte am 11. Januar in einem Tweet: „Die Regierungsführung ist zu weit gegangen, [beim Versuch] die Menschen auszutricksen und Chancen zu verpassen.“ Er fügte hinzu: „Was Aouns Mandat und seinen Hauptverbündeten angeht, zeigten sie sich arrogant und gleichgültig gegenüber dem Leid des Volkes und dem Zusammenbruch des Staates, und so bietet sich dem Land kein Ausweg.“ Jumblat kam zu dem Schluss, dass „die Bürgerbewegung es seit dem 17. Oktober geschafft hat, die politische Klasse zu stürzen, aber keinen Plan vorgelegt oder die Macht von innen heraus ergriffen hat.“
Am Samstag, dem 11. Januar, versammelte sich eine große Anzahl von Menschen im Bezirk Daoura nördlich von Beirut, um durch die Stadtteile von Beirut zu marschieren. Eines der Ziele des Marsches war es, den Medien-Blackout zu bekämpfen und die Häuser aller Libanesen zu erreichen, indem ihre Stimmen über Mikrofone statt über Fernseher gehört werden. Laut dem Instagram-Bericht von Daleel Thawra war dieser Marsch „der Weg des Volkes, die Ablehnung des Prozesses der gegenwärtigen Regierungsbildung zu bestätigen, die Missachtung der Menschenwürde zu verweigern und das Versagen der Regierung, den Lebensstandard zu verbessern, abzulehnen.“ Während des gesamten Marschs wurden Hunderte von Flugblättern verteilt, um den Grund für ihren Protest zu erklären. Im Flyer stand: Wir haben es mit einer strukturellen Krise zu tun und nicht nur mit einer Regierungskrise. Jede Regierung, die durch die Logik der konfessionellen Besiedlung aus diesem System hervorgegangen ist, muss abgelehnt werden.
Eine Reihe von Demonstranten blockierten am Sonntagabend (12. Januar) die Straße im Bereich der Beiruter Ringbrücke in beide Richtungen, was zu einer starken Verkehrsüberlastung in der Region führte. Zu den Protesten trug der Stillstand bei der Regierungsbildung bei: Die Demonstranten riefen dazu auf, die Bildung einer technokratischen Regierung zu beschleunigen, und forderten die offiziellen Stellen auf, die Revolution und ihre Forderungen nicht zu untergraben, wie sie sagten. Auf der Ringautobahn im Zentrum von Beirut kam es am Montagabend zu Schlägereien, nachdem die Sicherheitskräfte versucht hatten, die von regierungsfeindlichen Demonstranten blockierte Straße wieder zu öffnen. Währenddessen wurden auf dem Elia-Platz in Sidon mehrere Menschen bei Streitereien zwischen Armee und Demonstranten verletzt. Laut MTV haben Demonstranten nach den Schlägereien die meisten innerstädtischen Straßen blockiert. Während der Konfrontation kam es auch zu mehreren Verhaftungen. Auch in Tripolis waren inzwischen viele Straßen gesperrt. Obwohl die Proteste landesweit zurückgegangen sind, finden seit Jahresbeginn Demonstrationen statt, die sich zunehmend gegen Banken und staatliche Institutionen richten, denen vorgeworfen wird, sie hätten das Land in den Kollaps getrieben.

Die Hamra Straße in Beirut (2014)

Unruhen in Beiruts Hamra-Viertel (13./14. Januar)
Sicherheitskräfte verhafteten 59 Personen, teilte die Polizei am Mittwoch mit, nachdem es über Nacht vor der Zentralbank zu Zusammenstößen gekommen war, als wütende Demonstranten ihre Wut gegen die herrschende Elite des Landes und die sich verschärfende Finanzkrise auslösten. Bei den stundenlangen Zusammenstößen am Dienstagabend seien 47 Polizisten verletzt worden, teilten die Sicherheitskräfte mit, als einige Demonstranten die Fenster von Privatbanken in Beiruts wichtigstem Geschäftsviertel eingeschlagen hatten. Am Dienstag haben sich Demonstranten vor der Zentralbank im belebten Hamra-Viertel versammelt und den Gouverneur der Bank und die Politik angeprangert, von denen sie sagen, dass sie die finanziellen Nöte des Landes nur verschärft haben. Die Kundgebung wurde gewalttätig, als Demonstranten versuchten, sich durch die außerhalb der Bank stationierten Sicherheitskräfte durchzusetzen. In mehr als fünf Stunden heftiger Straßenschlachten warfen Sicherheitskräfte Tränengassalven auf die Demonstranten, die mit Steinen und Feuerwerkskörpern reagierten. Einige Demonstranten schlugen mit Metallstangen und -stöcken Fenster auf Geschäftsbanken und Wechselstuben in der Nähe ein. Die Zusammenstöße beendeten eine Pause in den dreimonatigen Protesten. Nach drei Monaten Protesten war dies das erste Mal, dass das Handelszentrum von Beirut Schauplatz von Zusammenstößen war. Die Gegend, in der sich auch Theater und Restaurants befinden, war bis auf Demonstranten, Polizei und Rauch aus dem Tränengas menschenleer. Am Mittwoch (15. Januar) fand vor der Al-Helo-Kaserne ein Sit-In statt, um Solidarität mit denjenigen zu zeigen, die am Dienstagabend inhaftiert waren. Beim Versuch der Sicherheitskräfte die Straße wieder zu öffnen, kam es zu Zusammenstößen mit den Demonstranten.
Dem mit der Regierungsbildung beauftragten Universitätsprofessor Hassan Diab war es bis Mitte Januar 2020 nicht gelungen, ein neues Kabinett zu bilden, was auch zum Wiederaufflammen der Proteste betrug. Diab möchte eine Regierung aus Technokraten, doch die wichtigsten politischen Blöcke ringen im Hintergrund um Einfluss. Besonders stark ist dabei die schiitische Hisbollah-Organisation, die ihren Einfluss behalten möchte. In Sprechchören forderten die Demonstranten den Sturz des Regimes und eine neue Regierung. Sicherheitskräfte verwendeten Schlagstöcke und Tränengas, um Hunderte von Demonstranten zu vertreiben, die sich am Mittwoch für eine zweite Nacht vor der libanesischen Zentralbank versammelt hatten, bevor sie ihre Demonstration auf eine Polizeistation verlegten, auf der weiterhin 50 Personen festgehalten wurden. „Ein weiterer Tag der Verwirrung über die Regierungsbildung inmitten der immer wütender werdenden Proteste und der frei fallenden Wirtschaft“, schrieb Jan Kubis, der UN-Gesandte für den Libanon, am Mittwoch auf Twitter. „Politiker, beschuldigen Sie nicht die Menschen, beschuldigen Sie sich selbst für dieses gefährliche Chaos.“ Das Rote Kreuz berichtete, dass am Mittwoch 45 Menschen verletzt wurden, 35 in nahe gelegene Krankenhäuser gebracht und 10 vor Ort behandelt wurden. Die staatliche Nationale Nachrichtenagentur berichtete, dass einige von der Polizei abgefeuerte Tränengaskanister in die russische Botschaft gefallen waren, die sich in der Nähe der Station befindet, wo Beamte die Gefangenen festhalten.

## 14. Woche (ab 16. Januar)

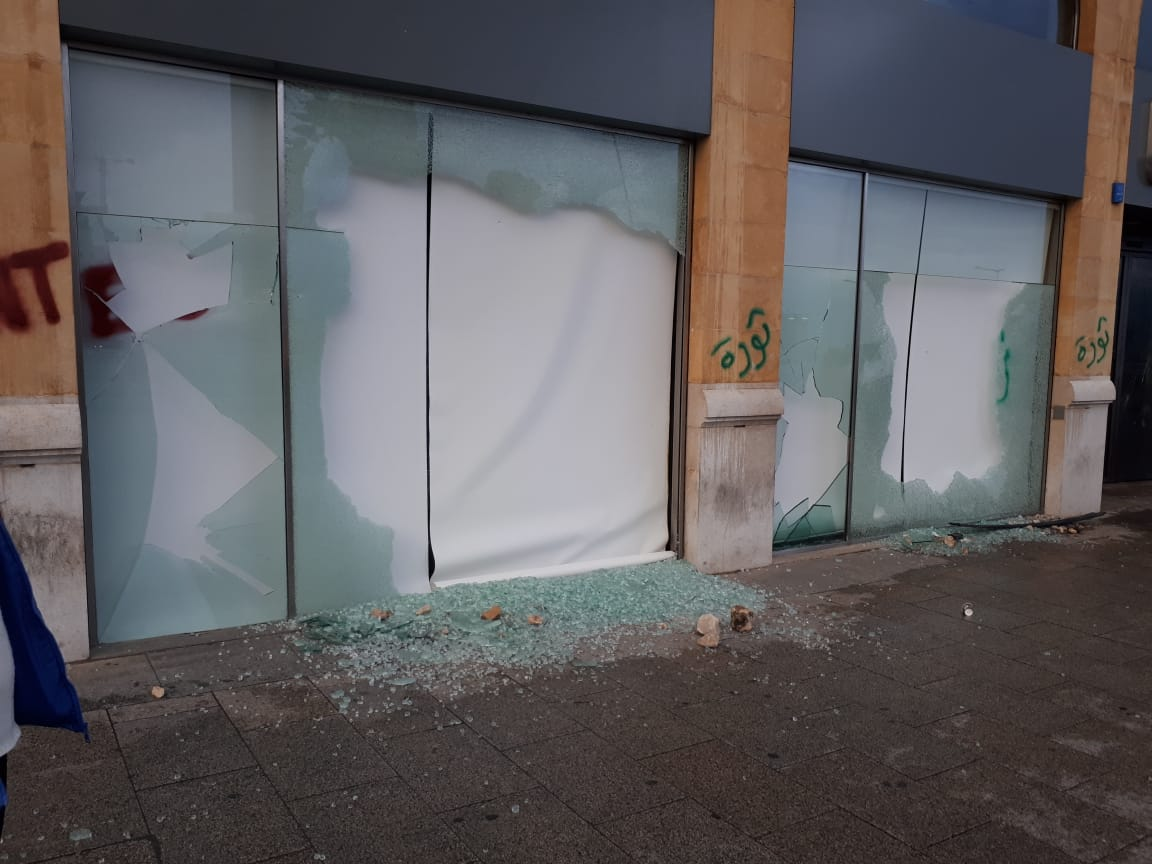
Zerstörungen an Geschäften nach den gewaltsamen Protesten in der Beiruter Innenstadt Mitte Januar 2020

Am Freitagabend (17. Januar) kam es zu einer kurzen Auseinandersetzung zwischen regierungsfeindlichen Demonstranten und Sicherheitskräften in der Hamra-Straße in Beirut. Die Scharmützel begannen, nachdem einige Demonstranten Flaschen, Steine und Feuerwerkskörper auf Sicherheitskräfte außerhalb der Zentralbank schleuderten, was die Bereitschaftspolizei dazu veranlasste, sie bis zum Ende der Hamra Street zu jagen. Einige Demonstranten hatten zuvor Molotow-Cocktails und Steine in die Räumlichkeiten der Zentralbank geschleudert, während andere den Stacheldraht entfernten. Der Al-Jadeed-TV-Reporter Adam Chamseddine wurde durch einen fliegenden Stein verletzt, der ihm auf der Demo gegen den Kopf schlug. Zu Demonstrationen und Protesten kam es auch auf der Ringautobahn der Hauptstadt, in Tripolis und in Tyrus. Die Demos sind im Gegensatz zur Gewalt der letzten Tage friedlich geblieben. Es war erwartet worden, dass der designierte Premierminister Hassan Diab am Freitag ein 18-köpfiges Kabinett ankündigen würde. In letzter Minute kam es jedoch zu Auseinandersetzungen zwischen politischen Fraktionen, die seinen jüngsten Versuch zunichtemachten. Die Protestierenden haben das neue Kabinett bereits abgelehnt und erklärt, dass die Minister, obwohl es aus Experten bestehen werde, nach den Fraktionen benannt werden, die sie für die Probleme des Libanon verantwortlich machen. Die Protestbewegung besteht darauf, dass die Regierung aus unabhängigen Technokraten besteht.
Hunderte Verletzte bei Ausschreitungen in Beirut
Fast 400 Menschen wurden am Samstag (18. Januar) bei Kämpfen zwischen libanesischen Anti-Regierungs-Demonstranten und Sicherheitskräften in der Hauptstadt Beirut verletzt. Laut Angaben des Roten Kreuzes und des Zivilschutzes wurden mindestens 377 Menschen in Krankenhäuser gebracht oder vor Ort behandelt. Die Demonstranten hatten zu einer „Woche des "Zorns“ aufgerufen, nachdem sich die Wirtschaftskrise verschärft hatte, während die Bemühungen, eine neue Regierung zu bilden, zum Stillstand kamen. Die Zusammenstöße am Samstag begannen, nachdem Dutzende Demonstranten ihre Gesichter mit Schals verhüllt, Steine, Pflanzentöpfe und andere Gegenstände auf die Bereitschaftspolizei geworfen hatten, die die Straße zum Parlament bewachte. Andere versuchten, Stacheldrahtbarrieren zu durchbrechen, um das Parlamentsgebäude zu erreichen, oder stürmten die Polizei mit Verkehrszeichen als Waffen. Die Sicherheitskräfte reagierten mit Wasserwerfern und Tränengas, um die Menge zu zerstreuen.

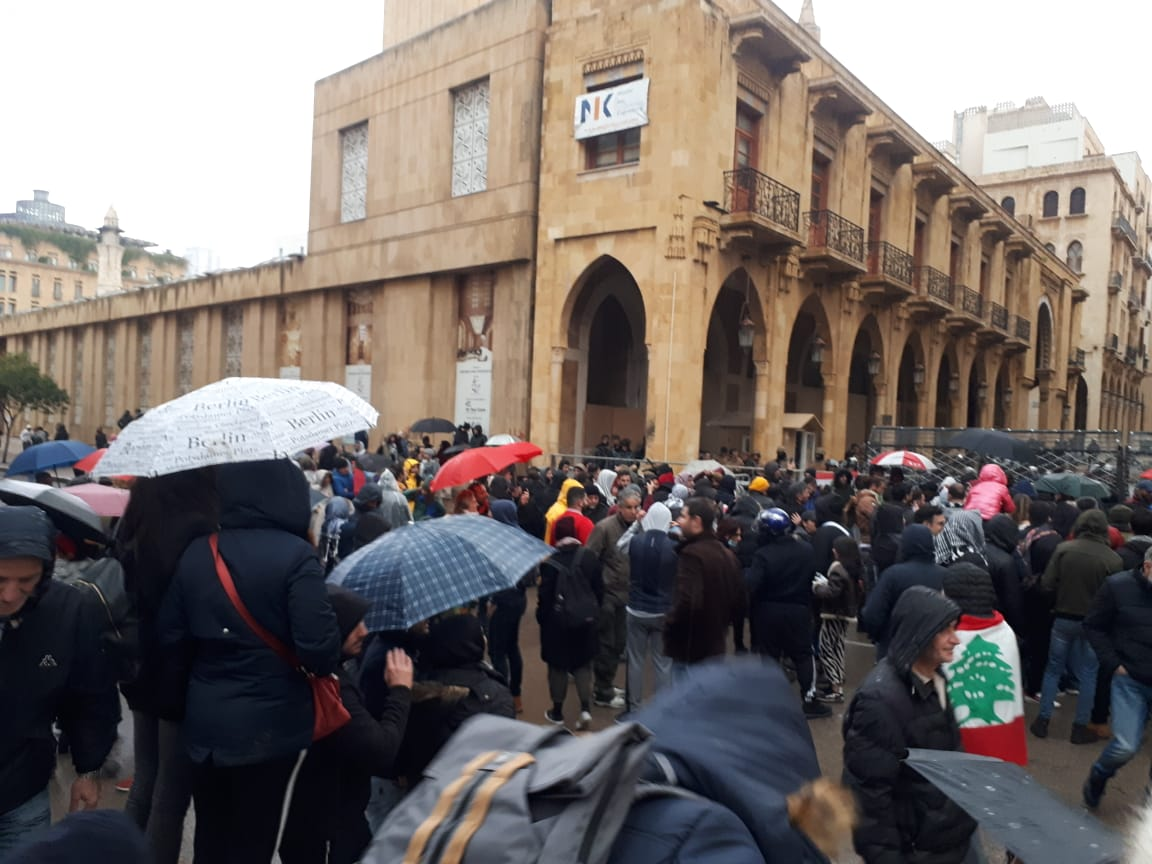
Proteste in Beirut am 19. Januar 2020

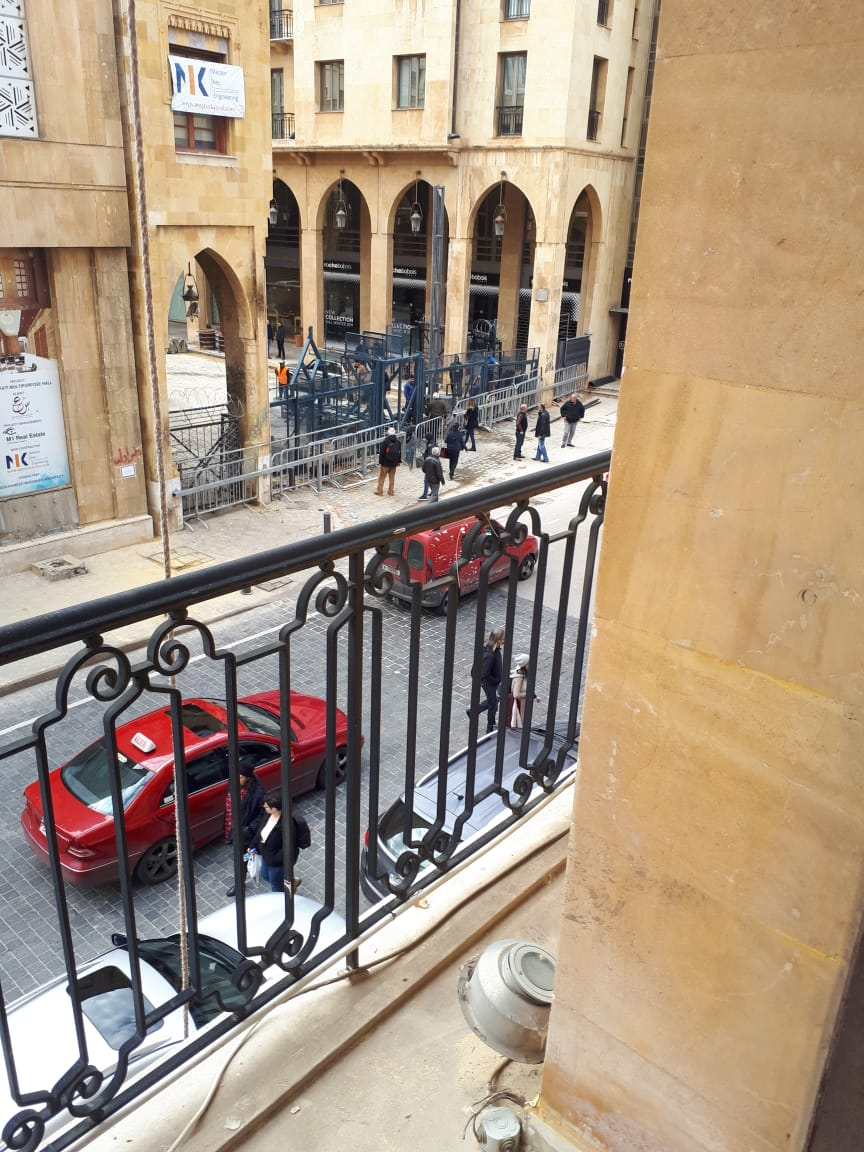
Proteste in der Beiruter Innenstadt. Zu sehen sind die Abriegelungen der Straße zum Parlamentsgebäude

Human Rights Watch hat die Reaktion der internen Sicherheitskräfte auf die zentrale Demo in Beirut, die am Samstag gewaltsam wurde, als „brutal“ bezeichnet und ein dringendes Ende dessen gefordert, was als „Kultur der Straflosigkeit“ für polizeilichen Missbrauch bezeichnet wird. „Es gab keine Rechtfertigung für den brutalen Einsatz von Gewalt durch die libanesische Bereitschaftspolizei gegen weitgehend friedliche Demonstranten in der Innenstadt von Beirut“, sagte Michael Page, stellvertretender Direktor für den Nahen Osten bei HRW. „Die Bereitschaftspolizei hat ihre Menschenrechtsbindungen offen missachtet, stattdessen Tränengaskanister gegen die Köpfe der Demonstranten abgefeuert, Gummigeschosse in ihre Augen abgefeuert und Menschen in Krankenhäusern und in einer Moschee angegriffen“, sagte er.

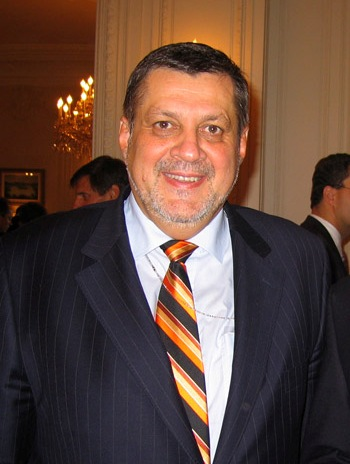
Ján Kubiš

„Politiker, gebt nicht den Menschen, sondern euch selbst die Schuld für dieses Chaos“, schrieb der UN-Gesandte für den Libanon, Ján Kubiš, auf Twitter. Die Verantwortlichen dem wirtschaftlichen Zusammenbruch nur zuschauen. Gleichzeitig verurteilte Kubis die Gewalt auf den Straßen. Vandalismus sei nie angemessen, um den legitimen Ärger und die Verzweiflung von Demonstranten zu bekunden.
Sicherheitskräfte feuerten am Sonntag Gummigeschosse, Tränengas, Pfefferspray und Wasserwerfer auf Demonstranten im Zentrum von Beirut ab, nachdem fast 400 Menschen bei den heftigsten Zusammenstößen verletzt worden waren, die das Land seit dem 17. Oktober erschütterten. Einige Demonstranten hatten die Bereitschaftspolizei mit Metallbarrieren und Stangen beschuldigt. Einige von ihnen begannen später, Steine und Feuerwerkskörper auf die Bereitschaftspolizei zu schleudern, die den Nejmeh-Platz bewachte. Mindestens vier Menschen wurden durch Gummigeschosse verletzt, darunter der Al-Jazeera-Reporter Ihab al-Oqdeh und der Al-Jadeed-Kameramann Mohammed al-Samra. Das libanesische Rote Kreuz sagte, zehn Menschen seien bis 19.00 Uhr verwundet worden.
Nach der Bildung der neuen Regierung haben sich in Tripolis und in der Innenstadt von Beirut verschiedene Protestgruppen versammelt. Social-Media- und WhatsApp-Nachrichten fordern landesweite Generalstreiks. In Baddawi, Minnieh und Dinnieh im Norden, Taalabaya in der Bekaa-Ebene und an mehreren Orten in und um Beirut wurden Straßen blockiert. Demonstranten fordern weitere Straßensperrungen und einen erneuten Generalstreik. Am Mittwoch (22. Januar) griffen Protestierende Metallbarrieren an, die zum Schutz des libanesischen Parlaments errichtet wurden, warfen Steine und zerbrochene Zementplatten auf die Bereitschaftspolizei, die nur einen Tag nach der Bildung einer neuen Regierung mit Tränengas- und Wasserwerfern reagierte, um das Land vor einer sich verschärfenden Finanzkrise zu retten. „Wir wollen, dass alle Politiker gehen“, sagte ein Demonstrant. „Wir möchten, dass jemand aus der Revolution uns repräsentiert. Dies ist eine Hisbollah-Regierung.“

## 15. Woche (ab 23. Januar)
Einige Demonstranten in der libanesischen Hauptstadt Beirut haben offenbar politische Gründe, um die Sicherheit und Stabilität zu untergraben, teilte Jan Kubis, UN-Sonderkoordinator für den Libanon, am Donnerstag (23. Januar) mit. „Dies scheint eher eine politische Manipulation zu sein, um die Sicherheitskräfte zu provozieren, den bürgerlichen Frieden zu untergraben und Sektenstreit zu schüren“, schrieb Kubis auf Twitter und erwähnte Angriffe auf Sicherheitskräfte und Vandalismus von staatlichen Institutionen und Privateigentum. In einem weiteren Tweet lobte Kubis die Anwesenheit von sechs Frauen in der neu gebildeten libanesischen Regierung. „Lassen Sie nicht zu, dass politische Erwägungen eine wichtige positive Leistung in Mitleidenschaft ziehen: 6 Frauen in der Regierung bedeuten 30%, eine Frau zum ersten Mal als stellvertretende Ministerpräsidentin und Verteidigungsministerin. Helfen Sie ihnen, erfolgreich zu sein, und beurteilen Sie sie anhand ihrer Ergebnisse“, sagte er. „Frauen führen weiterhin die friedliche Revolution an. Jetzt ist es an den Ministerinnen, die Arbeit der Regierung zu lenken, um die Bestrebungen und Bedürfnisse der Menschen anzusprechen und einen echten Unterschied zu bewirken“, fügte er hinzu.
Der regierungsfeindliche Aufstand im Libanon beginnt am Freitag (24. Januar) seinen 100. Tag, an dem die Demonstranten in einer viel dunkleren Stimmung sind, was sich in ihrem neuen Protestschrei widerspiegelt, schrieb Hamza Hendawi. Der Zorn und die Gewalt seien weit entfernt von den friedlichen Kundgebungen, die in den Monaten zuvor im ganzen Land abgehalten wurden, als die Menschen die Beseitigung einer fest verankerten politischen Klasse forderten, die der Korruption und des Missmanagements beschuldigt wird und zu einer Wirtschaftskrise führt. Die gewaltsamen Proteste wurden auch nach der Ernennung einer neuen Regierung am Dienstag fortgesetzt, meint die Autorin; die Regierungsbildung habe die Demonstranten nicht beruhigt.
Wenn die neue Regierung unter der Führung von Ministerpräsident Diab nicht sofort ernsthafte Reformen in Angriff nimmt, die das Vertrauen der libanesischen Öffentlichkeit stärken, dürften die Brände im Libanon noch einige Zeit wüten, schrieb der Konfliktforscher Nick Grinstead. Angesichts der Proteste unmittelbar nach der Ankündigung des Kabinetts wird die neue Regierung eine schwierige Aufgabe haben, die Demonstranten, die externen Gläubiger, mit denen sie ihre Schulden umstrukturieren muss, und die in- und ausländischen Interessen der politischen Parteien, die sie unterstützt haben, zufrieden zu stellen.
Anti-Regierungs-Demonstranten in der südlichen Stadt Nabatieh enthüllten am Freitag eine Faust der Revolution -Statue zum Gedenken an 100 Tage seit Beginn des Volksaufstands vom 17. Oktober. Die Zeremonie fand inmitten strenger Sicherheitsmaßnahmen der Armee und der inneren Sicherheitskräfte statt, als Anhänger der Hisbollah und der AMAL-Bewegung eine rivalisierende Demo vor Ort veranstalteten und Parolen sangen, die den Hisbollah-Chef Sayyed Hassan Nasrallah und Sprecher Nabih Berri unterstützten. Innenminister Mohammed Fahmi kündigte am Freitag die Verhaftung von zwei Personen an, die vor dem Rat für den Süden im Vorort Jnah von Beirut gegen Korruptionsbekämpfung vorgegangen waren. Fahmi hatte zuvor „das barbarische Verhalten verurteilt, dem friedliche Demonstranten, einschließlich Frauen, auf dem Weg zu einem Sitzstreik außerhalb des Rates für den Süden ausgesetzt waren.“
Am Samstag (25. Januar) wurden Demonstranten vor dem Gebäude des Rates des Südens von den Wachen des Rates des Südlibanon in der Region Bir Hassan verfolgt und geschlagen. Unter dem Motto Kein Vertrauen in die neue Regierung fanden am Samstag (25. Januar) mehrere Märsche durch die Straßen von Beirut statt. Demonstranten marschierten von Dora, Verdun, dem Sassine-Platz und anderen Straßen aus in Beirut zum Parlamentsgebäude.

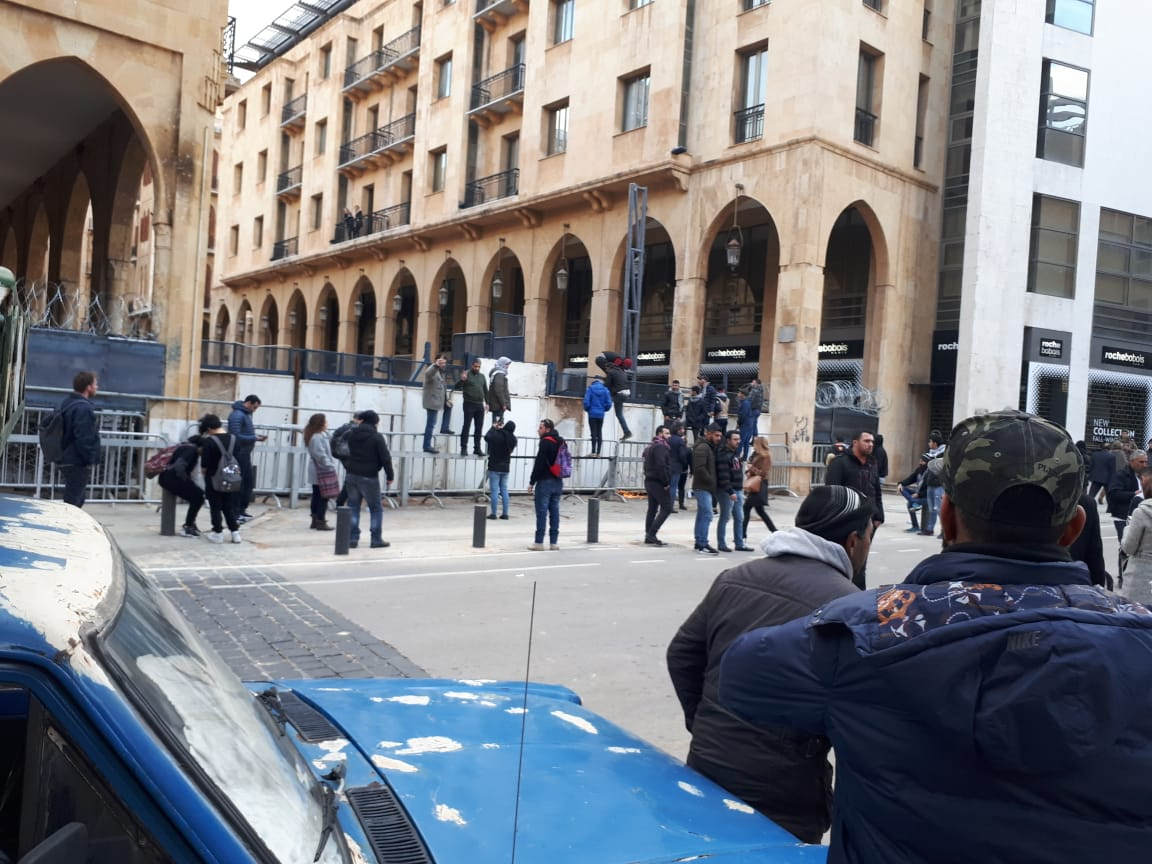
Absperrung der Straße zum Parlamentsgebäude in Beirut

In den letzten Tagen gab es mehrere Entwicklungen, die zu Spaltungen unter den Demonstranten geführt haben, schrieb Leila Molana-Allen. Es stelle sich die Frage, so die Meinung von Beobachtern, ob die jüngste Gewalt ein Grund sei, sich zurückzuhalten, oder sollten die Entwicklung sie entschlossener machen? Oder sollten sie der neuen Regierung die Möglichkeit geben, Änderungen vorzunehmen, oder sind die neuen Mitglieder der Regierung der alten Garde gleichzusetzen? Die Antworten auf diese Fragen bestimmen, wie und ob die Protestbewegung fortgesetzt wird, meinte Lina Boubess, die Im Herbst 2019 zu einer Ikone der libanesischen Protestbewegung wurde, als ein Foto von ihr veröffentlicht wurde, das sie Zeigte, als sie versuchte, eine Verhaftung zu verhindern.
Der maronitische Patriarch Béchara Pierre Raï sagte am Sonntag (26. Januar), die neue Regierung stehe vor einem „harten Test“, indem er gleichzeitig den „friedlichen Aufstand“ der libanesischen Jugend begrüßte. „Die neue Regierung steht vor einem harten Test, da sie ein schwieriges Risiko eingegangen ist, im Namen der Menschen und Jugendlichen, die das Vertrauen nach aufeinander folgenden Enttäuschungen von Politikern und Beamten verloren haben“, sagte der Patriarch in seiner Sonntagspredigt. „Trotzdem muss die Regierung unterstützt und für das Ergebnis ihres Handelns zur Rechenschaft gezogen werden. Dies bedeutet nicht das Ende der Revolution, wie viele denken, sondern vielmehr, dass sie überwacht und fordert“, fügte der Patriarch hinzu. Er betonte, die Regierung müsse „das verlorene Vertrauen zurückgewinnen“ und begrüßte den „friedlichen und zivilisierten Aufstand der jungen Männer und Frauen in allen libanesischen Regionen“. „Wir bringen unsere Solidarität mit ihnen zum Ausdruck und schätzen ihre Opfer und Bemühungen, weil sie eine schwarze Seite unseres nationalen Lebens umblättern und eine neue Geschichte schreiben wollen“, fuhr der Patriarch fort.
Zusammenstöße vor dem Parlament
Die Protestbewegung forderte am Montag (27. Januar) anlässlich der Sitzung des Parlaments zu neuen Demonstrationen und Sitzstreiks im Bereich des Parlamentsgebäudes auf, das von den Sicherheitskräften zunehmend unter Schutz gestellt wurde. Die Parlamentssitzung, die ursprünglich für Mitte November letzten Jahres angesetzt war, jedoch aufgrund von Protesten, die Mitte Oktober begannen, mehrfach verschoben wurde, ist die erste echte institutionelle und politische Prüfung der Regierung unter der Leitung von Hassan Diab, die ihr Amt wenige Tage zuvor (21. Januar) angetreten hatte. Die Behörden beschlossen, die Hauptstraßen zum Zentrum von Beirut zu schließen, insbesondere den Märtyrerplatz, den Riad Solh-Platz und die Straßen, die zum zentral gelegenen, Place de l’Étoile führen, wo sich das Parlament befindet. Demonstranten warfen am Montag Steine und Metallbarrikaden auf Sicherheitskräfte, die eine Straße in der Nähe des Parlaments blockierten, bevor es zu der angekündigten Haushaltsdebatte kam. Vor der Parlamentssitzung kam es darauf in der Innenstadt von Beirut zu Auseinandersetzungen zwischen Demonstranten und Sicherheitskräften.
Hunderte von Soldaten, einschließlich Spezialeinheiten, sowie Bereitschaftspolizisten wurden auf Hauptstraßen in der Hauptstadt und ihren Vororten eingesetzt. Sie hatten die Zone, die zum Parlament führte, abgeriegelt, um zu verhindern, dass Demonstranten den Weg des Gesetzgebers blockierten. Die Demonstranten hatten ihrerseits weiter entfernte Straßen gesperrt, um den Gesetzgeber daran zu hindern, das Gebäude zu erreichen, aber die Sicherheitskräfte schafften es, eine einzige Straße offen zu halten.
Abriegelung des Regierungsviertels in Beirut

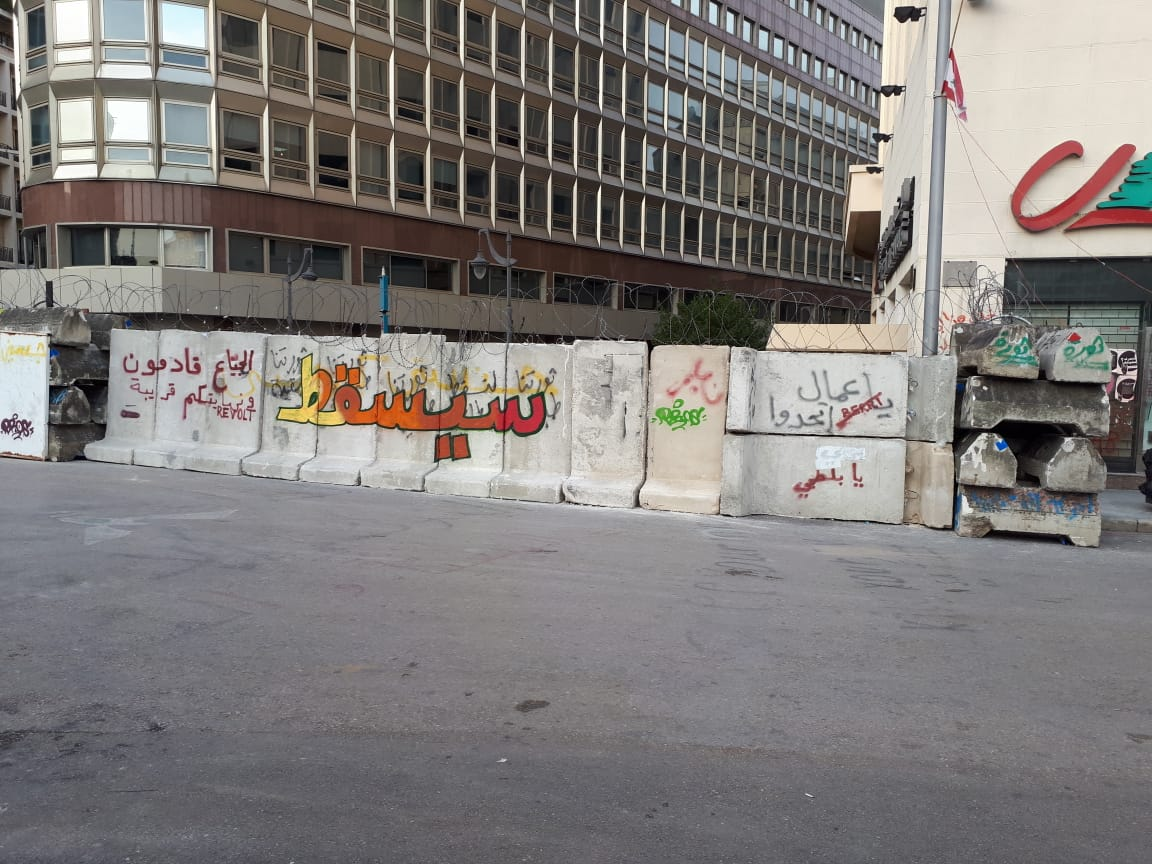
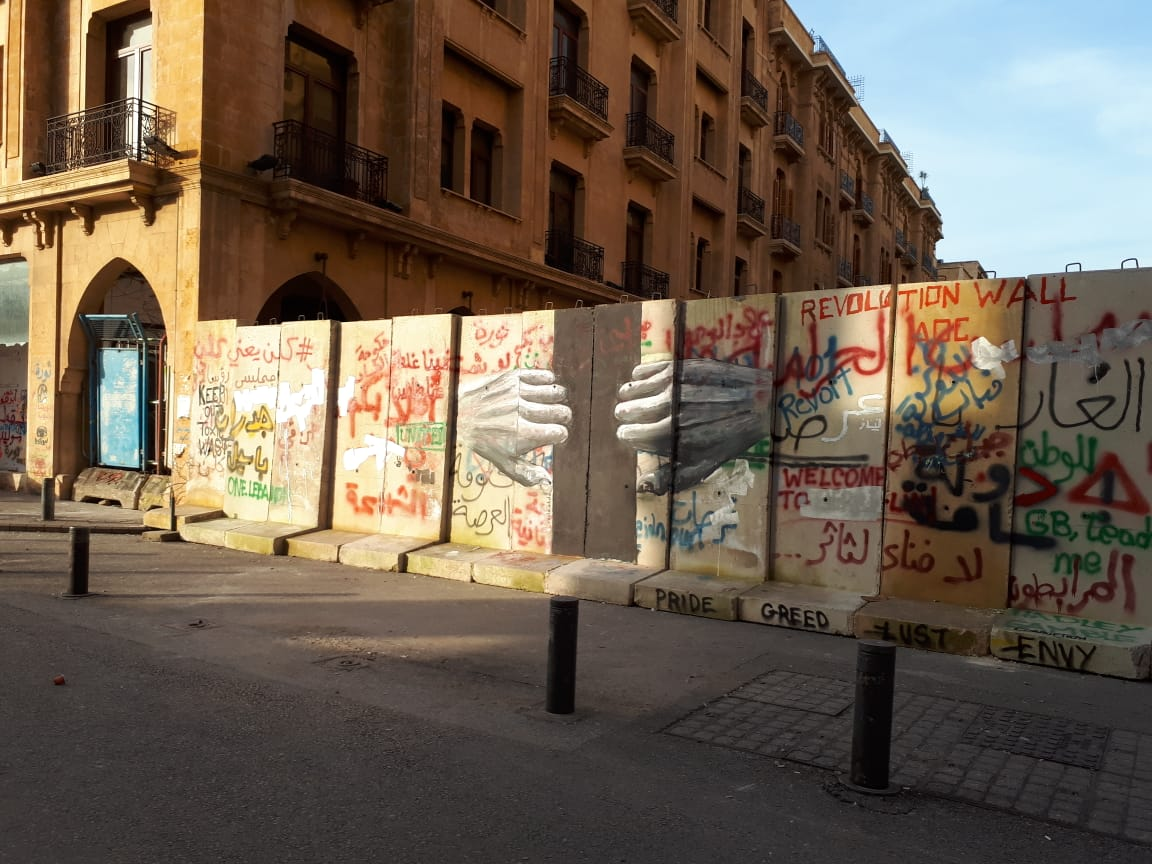
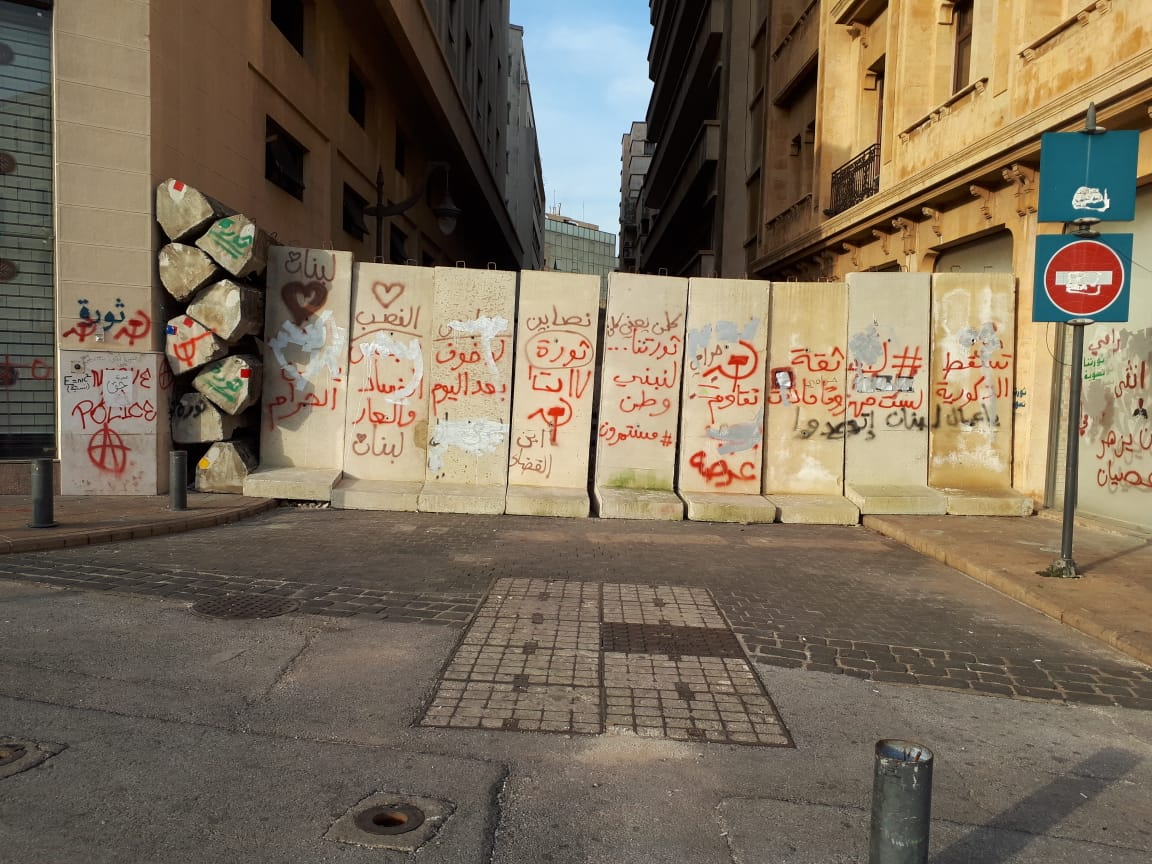
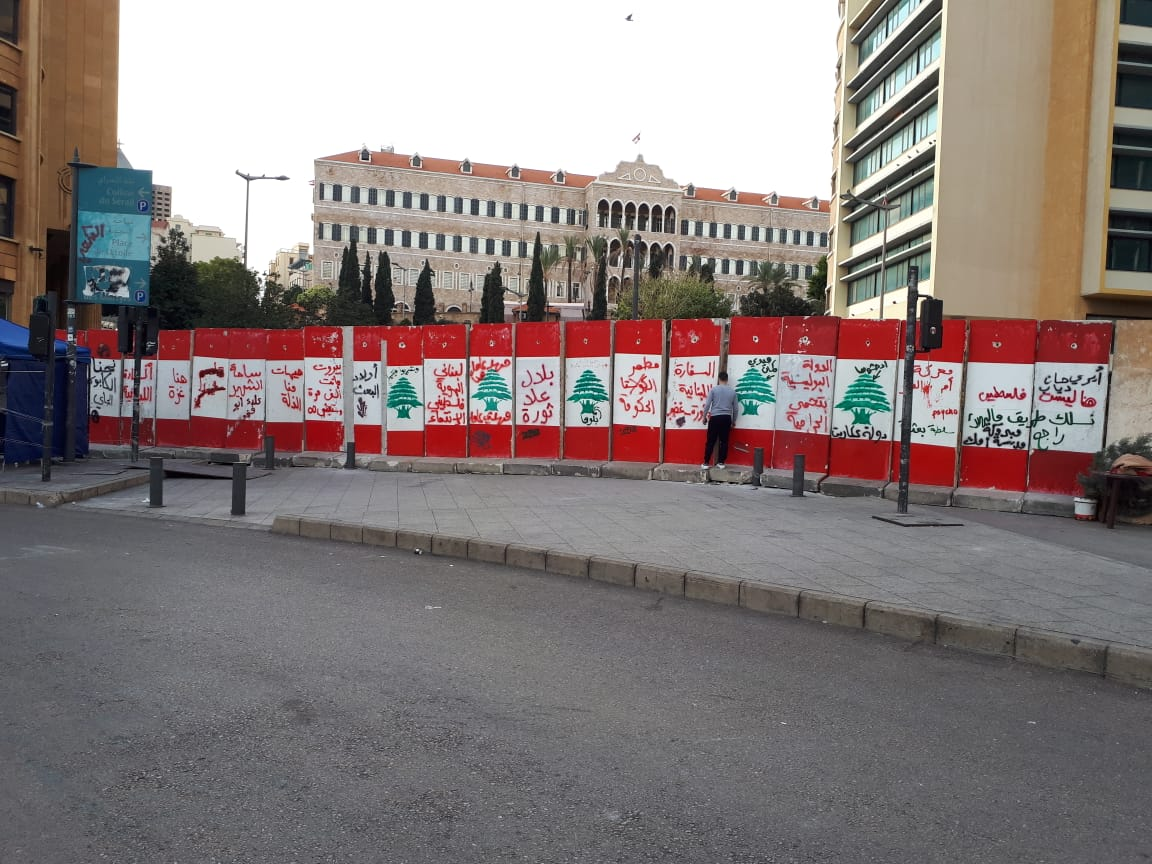
Grand Serail
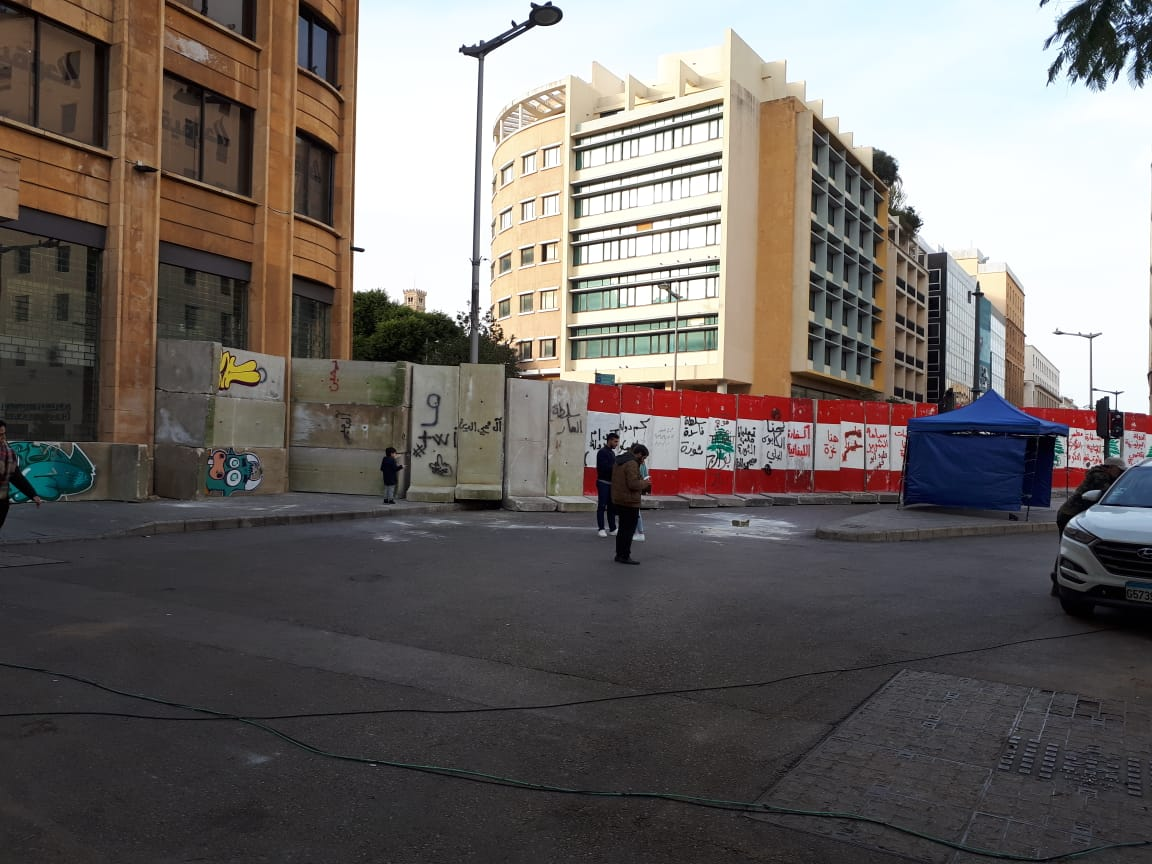

Am Dienstag (28. Januar) strömten regierungsfeindliche Demonstranten zum Märtyrerplatz in der Innenstadt von Beirut, um ihre Kameraden bei der Blockierung der von Sicherheitskräften wiedereröffneten Straßen zu unterstützen. Die Straßen, die durch das Protestlager führen, waren seit den ersten Tagen des Aufstands vom 17. Oktober von Sicherheitskräften gesperrt worden. Sicherheitskräfte hatten die Metallbarrieren entfernt und die Straße vom Gebäude der Zeitung an-Nahar zur Mohammed-al-Amin-Moschee wieder geöffnet. Das Medienbüro von Innenminister Mohammed Fahmi gab eine Erklärung heraus, in der bestritten wurde, was in den sozialen Medien über eine Sicherheitsentscheidung des Ministers zum Abbruch des Sitzstreiks in der Innenstadt von Beirut gesagt wurde, in der darauf hingewiesen wurde, dass die Eisensperren an den Eingängen des Märtyrerplatzes beseitigt wurden, was den Verkehr in der Hauptstadt erleichtern sollte.

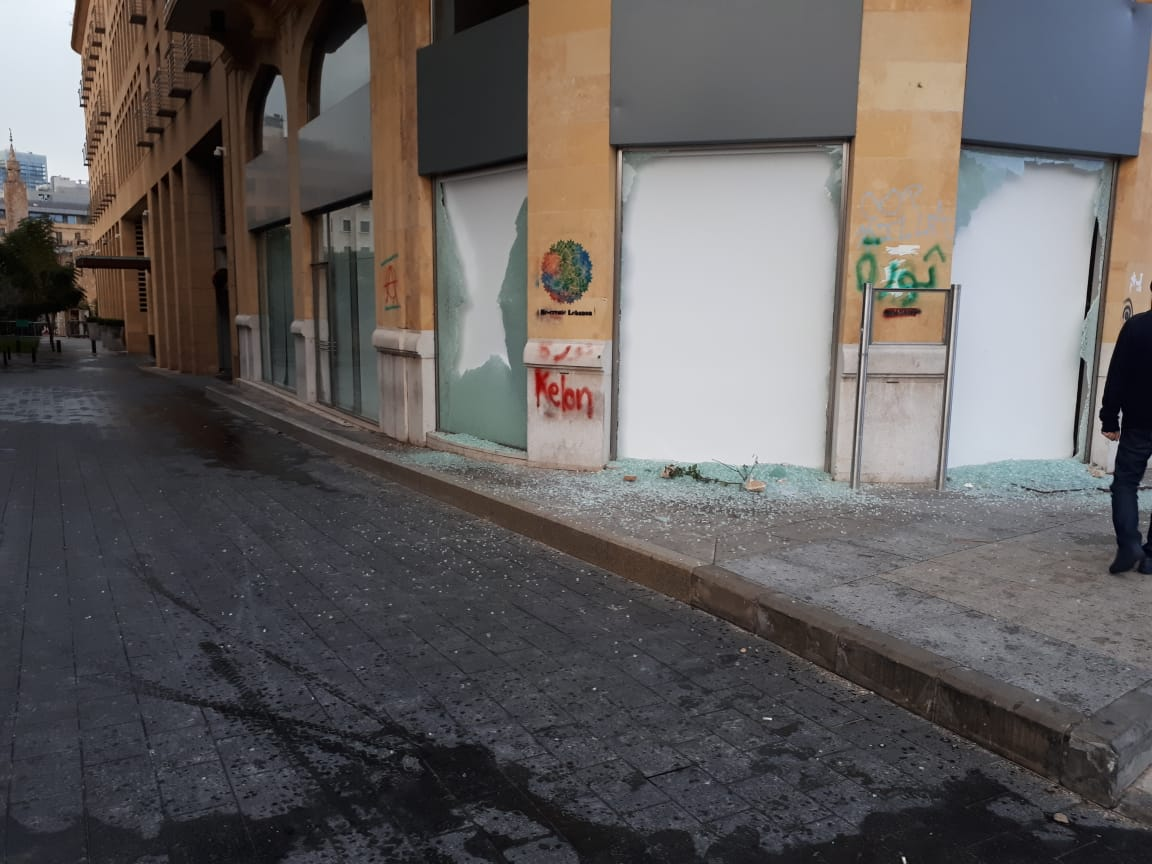
Zerstörte Schaufenster nach den gewalttätigen Ausschreitungen in der Beiruter Innenstadt

Während die Proteste bereits zu einigen wichtigen Veränderungen geführt haben, sei es immer schwieriger vorstellbar, wie all ihre Forderungen erfüllt werden können, schrieb Habib Battah für Al Jazeera. „Abgesehen von einer vernünftigen Forderung nach einem Regierungswechsel und einer vagen Bekämpfung der Korruption gehört zu diesen Forderungen auch eine weitaus weniger realistische Forderung nach Abschaffung des gesamten politischen Systems des Landes und nach Verhinderung der Regierungsbeteiligung einer zuvor gewählten politischen Partei.“ Wenn die Demonstranten jedoch einen bedeutenden politischen und sozialen Wandel sehen wollen, meint der Autor, „sollten sie dem Drang widerstehen, in vereinfachende Erklärungen und Demagogie zu verfallen, was die Protestbewegung und ihre beeindruckenden Gewinne nur untergraben wird.“

## 16. Woche (ab 30. Januar)
Bei den letzten Protesten skandierten die Demonstranten Parolen wie „Kein Vertrauen“ und „Wir werden den Tribut nicht mehr zahlen“, um ihre Ablehnung der Regierung Diab zum Ausdruck zu bringen, die sie als bloße Taktik der Hisbollah und ihrer Verbündeten ansehen, um die Forderungen der Volksreform zu untergraben. Die Demonstranten haben kein Vertrauen in sie und sagen, dass man zwar eine Regierung von Technokraten gebildet habe, aber die bisherigen Parteien ihre eigenen Leute mit neuen Gesichtern hereingebracht hätten. Nichts habe sich geändert, meinte Tarek Itani, Anwalt und Menschenrechtsaktivist in Beirut, gegenüber Voice of America. Itani sagte, die Hauptforderung der Demonstranten sei es, neue Parlamentswahlen abzuhalten und eine völlig neue Regierung zu bilden, die in der Lage sei, greifbare Reformen anzugehen. „Wir haben kein Vertrauen in das derzeitige politische System. Das libanesische Volk will den Preis für die Korruption der politischen Parteien und deren Misswirtschaft über die finanziellen Ressourcen des Landes nicht mehr zahlen“, sagte Itani.
Es sei bedauerlich zu hören, dass einige bereit sind, alle staatlichen Strukturen zu zerstören, um ihre Ziele zu erreichen, was zum gewaltsamen und tragischen Sturz so vieler oppositioneller Bewegungen in der Region geführt habe. Es wird Forschung und stetiges Engagement erfordern, um Probleme zu lokalisieren und konkrete Vorschläge zu unterbreiten, um die Unterstützung der Mehrheit der Bevölkerung zu erlangen. Einige arbeiten bereits seit Jahren daran. Ihre Bemühungen sollten ermutigt und nicht als schwach oder gar verräterisch abgetan werden. „Eines der größten Güter der Revolution war ein erneutes Gefühl des Trotzes gegenüber herrschenden Eliten und Forderungen nach ihrer Rechenschaftspflicht,“ resümiert Battah. „Aber wer kann zur Rechenschaft gezogen werden, wenn niemand im Amt ist?“

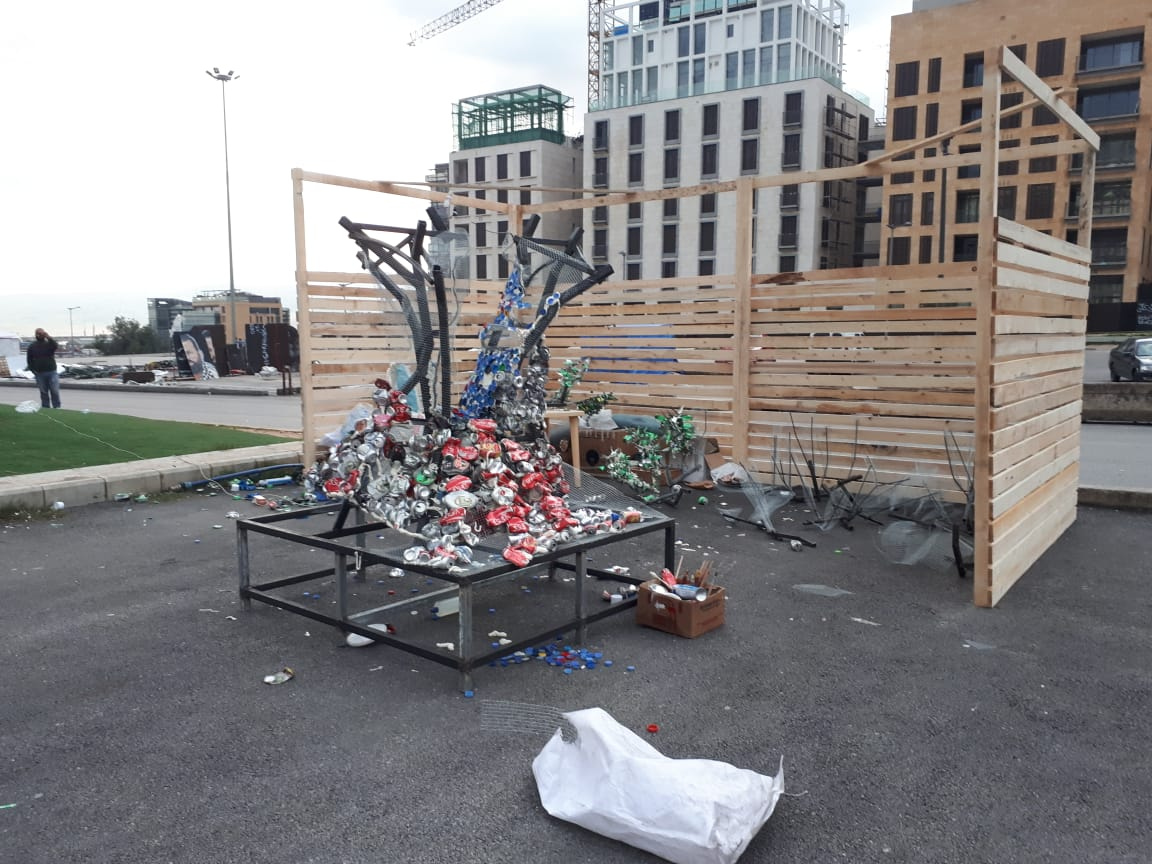
Reste einer Installation auf dem Beiruter Märtyrerplatz

Nach Ansicht der Aktivistin und AUB-Professorin Carmen Geha sei das derzeitige System zwar noch tief verwurzelt, doch trotz dieser Tatsachen und angesichts scheinbar unüberwindbarer Hindernisse – sowohl auf nationaler als auch auf regionaler Ebene – habe die Oktoberrevolution in nur drei Monaten mehr Fortschritte erzielt, als jeder andere politische Akteur in 30 Jahren nach dem Ende des Bürgerkriegs 1989 hätte erzielen können. Die anhaltende Revolution habe erfolgreich jede Säule herausgefordert, die diese bestehende politische Klasse in den letzten drei Jahrzehnten an der Macht gehalten hat. Dies sei „eine Anti-System-Revolution, die systemische Veränderungen in der Art und Weise hervorrufen wird, wie wir Politik verstehen und erleben. Es hat die Bemühungen, dem entgegenzuwirken, überlebt und widerstanden.“
Hunderte Libanesen marschierten am Samstag (1. Februar) durch die Straßen der Hauptstadt, um gegen die neue Regierung zu protestieren, die für die Bewältigung der Wirtschaftskrise benannt wurde. Die Protestmärsche, die am Samstag in verschiedenen Stadtteilen von Beirut stattfanden und auf dem Riad el-Solh-Platz in der Innenstadt von Beirut stattfanden, endeten ohne Konfrontationen oder Provokationen zwischen Demonstranten und Angehörigen der Sicherheitskräfte. Die Ausnahme bildeten eine Reihe von Demonstranten, die an den Eingängen des Nejmeh-Platzes und der Serail die von den Sicherheitskräften errichtete Mauer erklimmen wollten, um die Barrieren zwischen den Menschen und der Behörde zu überwinden.

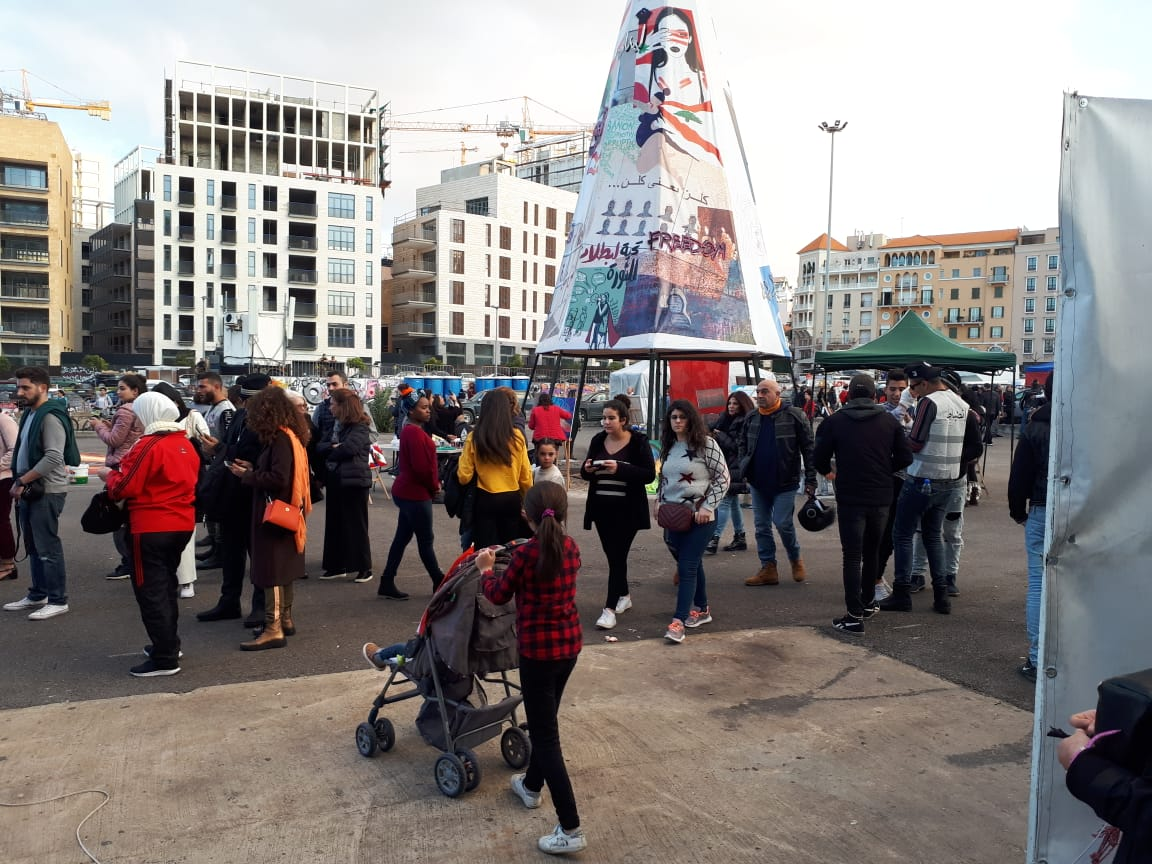
Kunstinstallation auf dem Beiruter Mäyrtyrerplatz

Als die landesweiten Proteste im Libanon am 2. Februar ihren 109. Tag erreichten, gingen Hunderte von Menschen in der Innenstadt von Beirut auf die Straße, um Werke revolutionärer Kunst zu präsentieren. Aktivisten haben am Montag (3. Februar) in Solidarität mit der Justiz vor dem Justizpalast in Beirut protestiert, um ihre volle Unabhängigkeit zu fordern. Die Demonstranten wollen wöchentlich vor dem Justizpalast unter dem Motto Montag der Justiz protestieren.
Der Untersuchungsrichter des Distrikts Mount Libanon, Bassam al-Hajj, ordnete am Montag (3. Februar) die Freilassung des Aktivisten der Protestbewegung, Rabih al-Zein, gegen eine Kaution von 100.000 LBP an. Er verwies die Akte auf die Staatsanwaltschaft. Die Aktivisten Charbel Qai und Imad al-Masri wurden inzwischen als Zeugen befragt und freigelassen. In der Zwischenzeit wurden nach dem Verhör Haftbefehle gegen Jihad al-Ali und Joe Challita erlassen. Der Richter al-Hajj hatte al-Zein am 29. Januar wegen „Aufhetzung“ wegen des kürzlichen Abbrennens eines Geldautomaten der Credit Libanais-Bank in Zouk und eines Molotow-Cocktail-Angriffs auf das Büro der Freien Patriotischen Bewegung in Jounieh angeklagt. Die regierungsfeindlichen Demonstranten Georges Azzi und Mohammed Srour waren im selben Fall festgenommen worden und blieben in Gewahrsam.

## 17. Woche (ab 6. Februar)

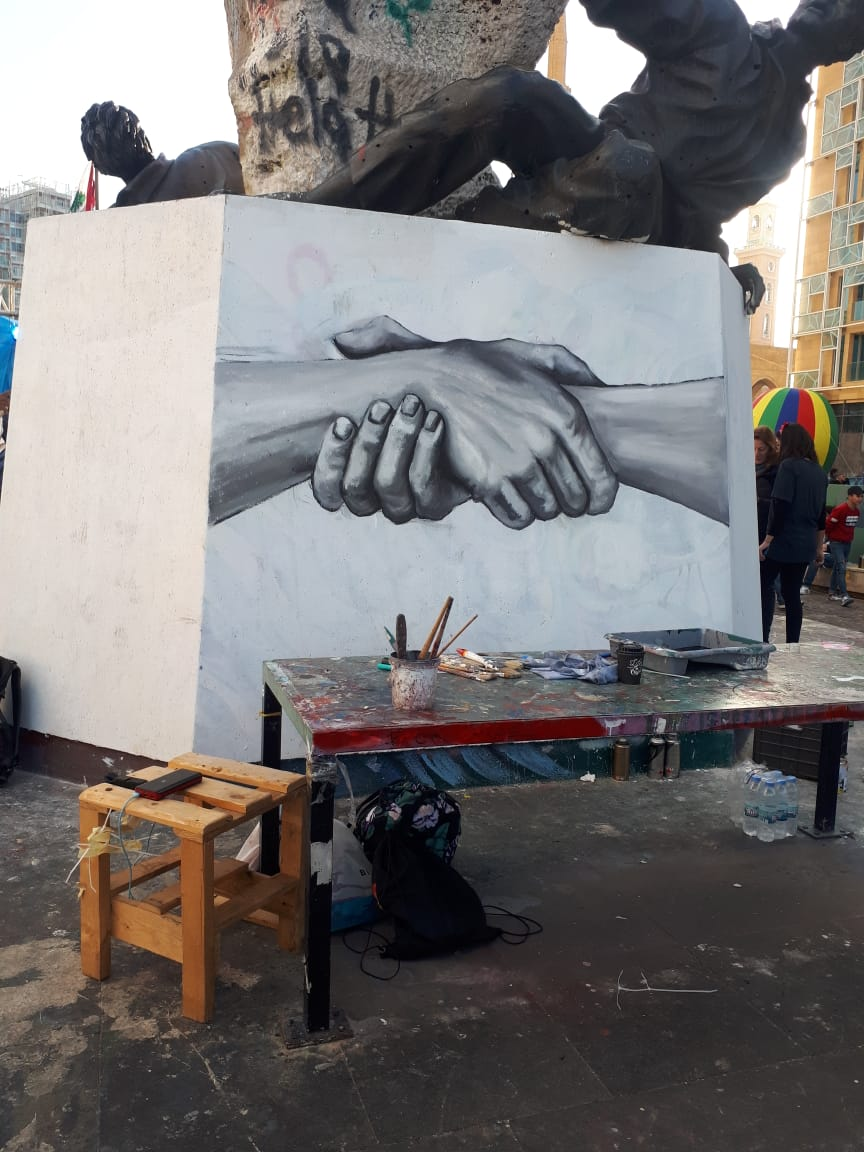
Kunstaktion auf dem Beiruter Märtyrerplatz (2. Februar 2020)

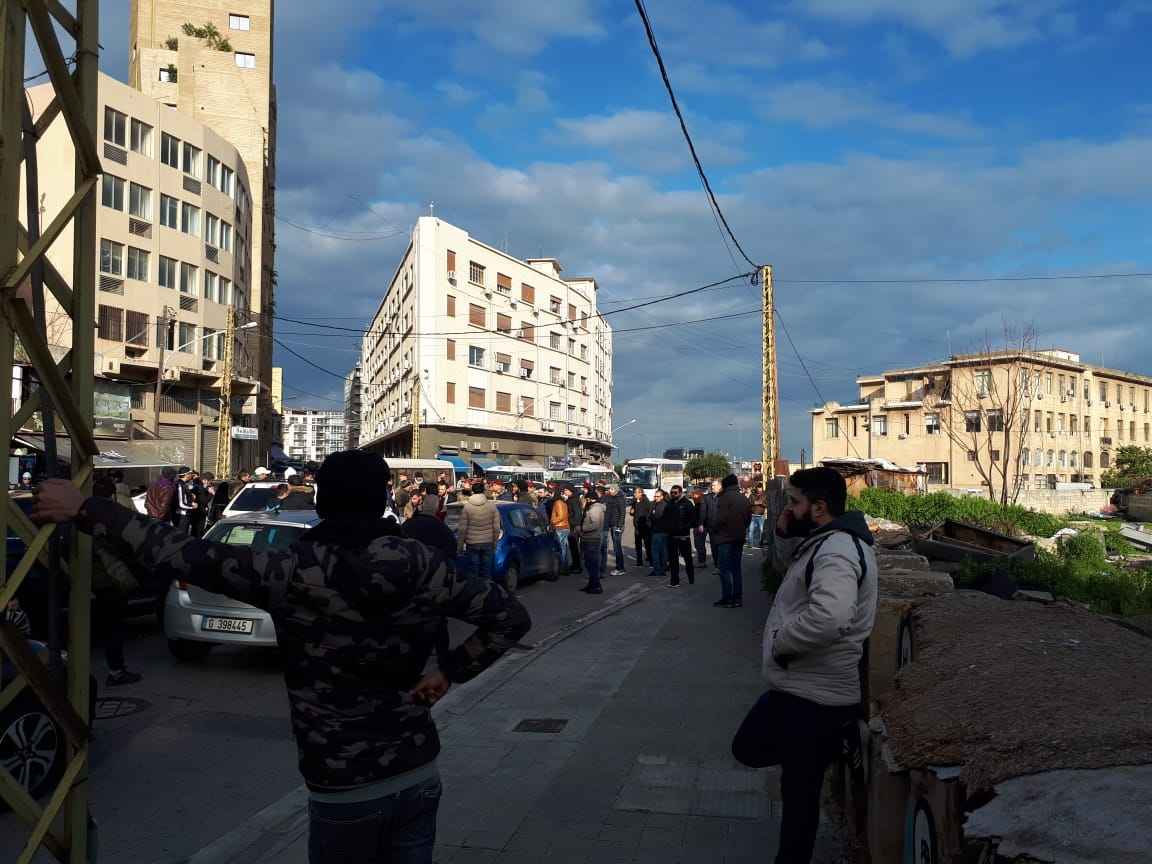
Proteste in der Innenstadt von Beirut (10. Februar 2020)

Regierungsgegner aus mehreren Regionen versammelten sich am Donnerstagabend (6. Februar) in Jounieh, um die Attacken von Anhängern des Abgeordneten Ziad Aswad (Freie Patriotische Bewegung) auf Demonstranten in der Nacht anzuprangern. Ein Video zeigt die Anhänger, die einen jungen Mann verprügeln und beleidigen. Am Donnerstag zuvor hatte Aswad einige Medien beschuldigt, Tatsachen in ihrer Berichterstattung über den Vorfall verfälscht zu haben. „Drei Autos kamen an der Stelle an, an der ich anwesend war, und einer meiner Leibwächter wurde verletzt, nachdem er überfahren wurde“, twitterte Aswad, der in einem Restaurant am Meer in Jounieh zu Abend aß, als die Konfrontation ausbrach. „Sie versuchten, den Ort zu stürmen, und einer trug eine sichtbare Waffe, die an die Ghazir-Polizeistation übergeben wurde, woraufhin sich herausstellte, dass es sich um eine semi-reale Waffe handelt“, sagte Aswad.
Der erste Untersuchungsrichter des Distrikts Mount Libanon, Bassam al-Hajj, erließ am Freitag (7. Februar) einen Haftbefehl gegen Rabih al-Zein, obwohl der Demonstrant aus gesundheitlichen Gründen nicht an einem Verhör teilnehmen konnte, berichtete die Nationale Nachrichtenagentur.
Trotz eines kalten Sturms, bei dem die Temperaturen im Libanon deutlich sanken, starteten die Demonstranten am Samstag (8. Februar) einen Marsch, in dem sie die neue Regierung des Premierministers Hassan Diab ablehnten, die für die Bewältigung einer Wirtschaftskrise benannt wurde. Unter dem Motto Misstrauen protestierend, marschierten Demonstranten in der Nähe des Innenministeriums in Hamra durch die Straßen von Beirut und gingen dann zur Zentralbank und zum Parlament in der Innenstadt von Beirut. Unterstützt von den beiden Hauptblöcken im Parlament erwartet die Regierung am Dienstag ein Vertrauensvotum, das sie voraussichtlich erhalten wird. Aber nach Ansicht der Demonstranten ist die Regierung Diab eine Fortsetzung der Politik traditioneller Parteien, die sie als korrupt anprangern.

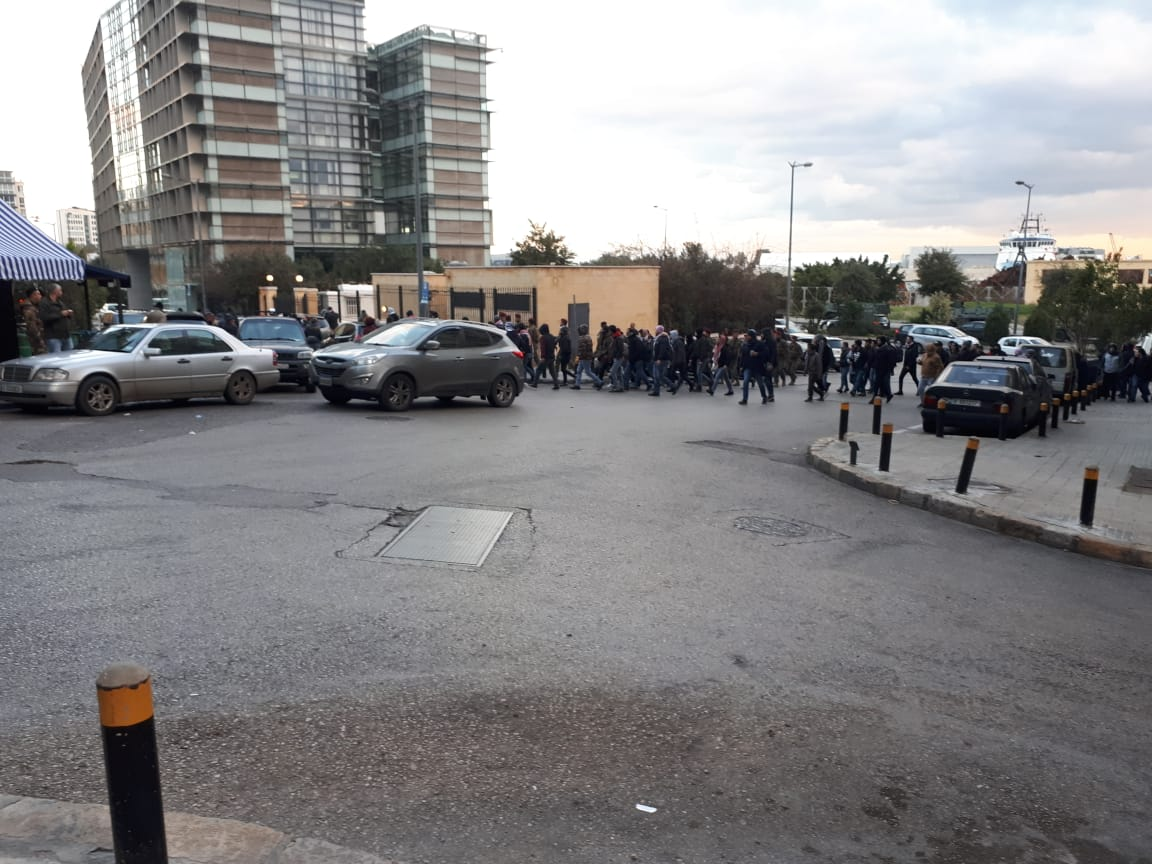
Proteste in der Innenstadt von Beirut (10. Februar 2020)

Demonstranten aus verschiedenen libanesischen Regionen drängten sich am Dienstag (11. Februar) auf die Straße, um gegen eine Sitzung des Parlaments zu protestieren, in der ein Vertrauensvotum für die neue Regierung abgehalten und die Grundsatzerklärung erörtert wurde. Demonstranten hatten versucht Straßen zu sperren, um zu verhindern, dass Minister und Abgeordnete das Parlament erreichten. Es kam zu Zusammenstößen zwischen Sicherheitskräften und Demonstranten, die riesige Zementblöcke umwarfen und mit Wasserwerfern und Tränengas besprüht wurden. Die Sicherheitskräfte forderten die Demonstranten auf, die Demonstrationen „friedlich“ abzuhalten und sich von Zementblöcken und Stacheldrahtstraßen zum Parlamentsgebäude auf dem Nejmeh-Platz fernzuhalten. Eine Gruppe von Demonstranten umstellte das Auto des Umweltministers Demianos Qattar, als er auf dem Weg zum nahe gelegenen Regierungssitz war und es mit Eiern bewarf, die es mit den Fäusten schlugen, bevor eine Armee und eine Polizei sie wegstießen.
Das libanesische Parlament traf sich am Dienstag (11. Februar) zu einer Vertrauensabstimmung über die neue Regierung, als Protestierende draußen mit Sicherheitskräften zusammenstießen, die Tränengas und Wasserwerfer verwendeten, um sie zu zerstreuen. Dem Roten Kreuz zufolge wurden insgesamt 373 Personen wegen Tränengasexposition und anderer Verletzungen behandelt, darunter 45 Personen, die ins Krankenhaus eingeliefert wurden. Die Demonstranten griffen auch den Abgeordneten Salim Saadeh an, der leichte Verletzungen erhielt.
„Akzeptiert die Protestbewegung den Angriff auf Kollegen Salim Saadeh?“ fragte Parlamentspräsident Nabih Berri dann während der Parlamentssitzung. Die Demonstranten griffen auch einen Kameramann an, der für den lokalen OTV-Fernsehsender arbeitete, der von Loyalisten des Präsidenten Michel Aoun betrieben wurde. Seit Beginn der Proteste vor fast vier Monaten wurden Journalisten sowohl von Anhängern der Regierung als auch von Gegnern angegriffen. Die Demonstranten zerstörten später die Fronten des Le Grey Hotels in der Nähe des Parlaments und richteten erheblichen Sachschaden an. In der Nähe eines der Eingänge griffen Anhänger der Amal-Bewegung einige Demonstranten an, um sie zu zwingen, den Weg freizumachen; Sicherheitskräfte trennten darauf die beiden Gruppen.

## Fortgang der Proteste (Februar/März 2020)
In den folgenden Wochen setzten kleinere Gruppen die Proteste fort, ohne jedoch die Mobilisierung der vergangenen Monate zu erreichen. So organisierte am Samstag (22. Februar) eine Gruppe von Demonstranten in Beirut einen Marsch, der vom Sassine-Platz zum Parlament führte.
Der Marsch drückte die Ablehnung der neuen Regierung durch die Demonstranten unter dem Motto Sie werden den Preis zahlen aus. Eine Reihe von Demonstranten hielt am 3. März ein Sit-In vor der Schweizer Botschaft in Beirut ab, um die Rückgabe von im Ausland überwiesenen Geldern zu fordern und die erforderlichen Gesetze zu erlassen, um sie wiederherzustellen. Sie äußerten auch, dass sie sich auf die Rolle des Obersten Justizrates verlassen, um diese Mittel zurückzuholen.
Hunderte von Demonstranten marschierten am Donnerstag (5. März) durch die Straßen von Antelias und Beirut, um vorgezogene Wahlen zu fordern und die Regierung zu veranlassen, Maßnahmen zu ergreifen, da der Wechselkurs zwischen US-Dollar und libanesischem Pfund 2.600 LL überstieg.

## Zunehmende Spannungen im Zuge der Coronakrise (ab 27. April 2020)
In der nordlibanesischen Stadt Tripoli kam es am Montagabend (27. April) zu heftigen Auseinandersetzungen, als wütende regierungsfeindliche Demonstranten die Fassaden mehrerer Banken zerstörten und ein Armeefahrzeug in Brand steckten. Es kam zu heftigen Auseinandersetzungen zwischen Einheiten der libanesischen Armee und Demonstranten, und Soldaten verfolgen diese in den Straßen und Vierteln rund um den Al-Nour-Platz, insbesondere diejenigen, die die Fassaden und Geldautomaten mehrerer Banken zerstört und in Brand gesteckt haben, teilte die National News Agency mit. Sie stellte fest, dass bei den Zusammenstößen mehrere Menschen verletzt wurden. Die Demonstranten breiteten sich auch auf das Gebiet Bab al-Tabbaneh aus, wo Demonstranten die Syria Street blockierten – eine wichtige öffentliche Straße, die das Gebiet mit al-Qobbeh und der Provinz Akkar verbindet. Die Demonstranten zerschmetterten auch die Fassade einer Bank am el-Mina Boulevard, während sie Parolen riefen, die die Preiserhöhung und den Dollarkurs anprangerten. Die Vorfälle veranlassten den Bankenverband im Libanon, bekannt zu geben, dass die Banken in Tripolis bis zur „Rückkehr der Sicherheit“ in die Stadt geschlossen bleiben. Hunderte Demonstranten versammelten sich auch vor dem Haus des Abgeordneten Faisal Karami in der Stadt, wo eine weitere Konfrontation mit der Armee stattfand.
Die Proteste in Tripolis sind gegen die wachsende wirtschaftliche Not haben sich am 28. April auf andere libanesische Städte ausgeweitet. Die Banken sind in Flammen aufgegangen, und die Gewalt ging in eine zweite Nacht über. Der Shutdown zur Bekämpfung des neuen Coronavirus hat die Wirtschaftslage verschlechtert. Demonstranten in Tripolis zündeten am Dienstag Banken an und zerschmetterten ihre Fassaden, was die Armee dazu veranlasste, Gummigeschosse und Tränengas abzufeuern. Die Gewalt führte laut einer Sicherheitsquelle zum Tod eines Mannes in den Zwanzigern. Ungeklärt blieb bislang, wer für seinen Tod verantwortlich sei.

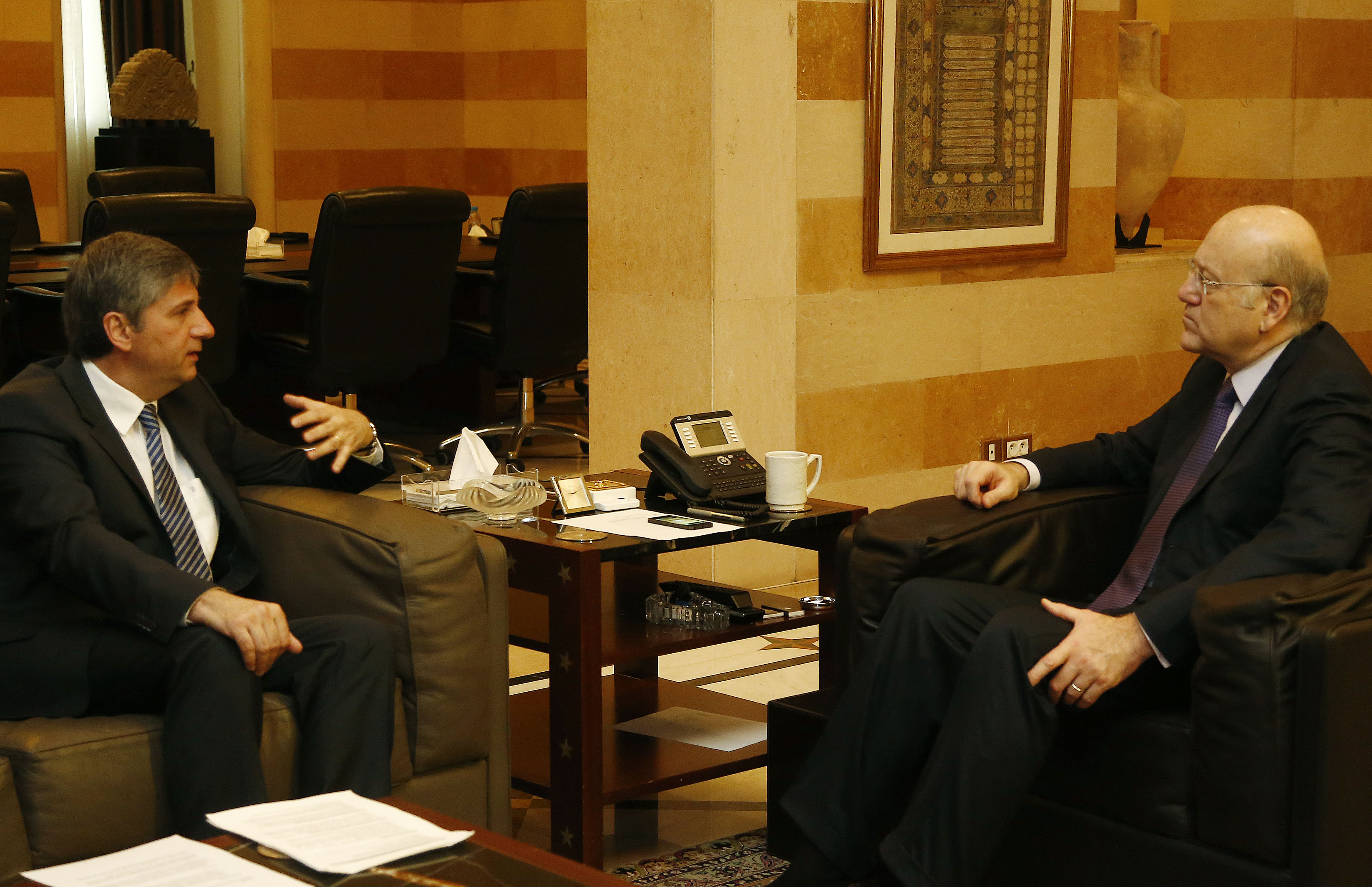
Der österreichische Vizekanzler Michael Spindelegger im Gespräch mit dem damaligen libanesischen Premier Najib Mikati in Beirut (2013)

Eine Demonstration fand auch vor dem Haus des ehemaligen Premierministers Nadschib Miqati statt, dem vorgeworfen wurde, zu Unrecht subventionierte Wohnungsbaudarlehen in Millionenhöhe erhalten zu haben, was dieser zurückweist. Nach Auskunft von Medizinern seien bei den Zusammenstößen am Dienstagabend über 47 Menschen verletzt worden, darunter vier Soldaten. Das libanesische Pfund hat auf dem Schwarzmarkt mehr als die Hälfte seines Wertes gegenüber dem Dollar verloren und in der letzten Aprilwoche das Rekordtief von 4.000 Pfund gegenüber dem Dollar erreicht. Wirtschaftsminister Raoul Nehmé sagte am Dienstag, dass die Preise um 55 Prozent gestiegen sind, während die Regierung schätzt, dass 45 Prozent der Bevölkerung jetzt unterhalb der Armutsgrenze leben. Dies hat einen öffentlichen Aufschrei gegen die Regierung ausgelöst. Es wird ihr vorgehalten, immer noch keinen Rettungsplan vorgelegt zu haben, um die Finanzen des Landes mehr als drei Monate nach dem Regierungsantritt zur Bewältigung der Krise zu stützen. Am Dienstagabend twitterte Finanzminister Ghazi Wazni, sein französischer Amtskollege Bruno Le Maire habe einen Rettungsplan unterstützt, aber die Notwendigkeit längst überfälliger Strukturreformen betont.
Die US-Botschafterin im Libanon, Dorothy C. Shea, twitterte, dass die Frustration des libanesischen Volkes „über die Wirtschaftskrise verständlich und die Forderungen der Demonstranten gerechtfertigt sind. Aber Vorfälle von Gewalt, Drohungen und Zerstörung von Eigentum sind zutiefst besorgniserregend und müssen aufhören“.
Hunderte Libanesen versammelten sich am Freitag (1. Mai) vor der Zentralbank in Beirut und anderswo im Land, einen Tag nachdem der Premierminister angekündigt hatte, einen Rettungsplan vom Internationalen Währungsfonds (IWF) zu beantragen, um mit einer sich verschärfenden Wirtschafts- und Finanzkrise fertig zu werden. Die Demonstranten kritisierten den Umgang der Regierung mit der beispiellosen Krise, in der die lokale Währung zusammenbrach, ihre Ersparnisse zerstörte und die Preise und die Inflation in die Höhe schnellen ließen. Vor einer Privatbank kam es zu Schlägereien, und man sah, wie Truppen mindestens einen Demonstranten schlugen und wegzogen. Der Regierung gelinge nicht einmal die Grundbedürfnisse sicherzustellen, sagte ein Demonstrant in Beirut. Es gab auch Kundgebungen im Nord- und Südlibanon zum internationalen Tag der Arbeit. Premierminister Hassan Diab hat am Freitag den offiziellen Antrag auf Unterstützung durch den IWF unterzeichnet. Er sagte, die Regierung habe „den ersten Schritt auf dem Weg zur Rettung des Libanon aus der tiefen Finanzgrube“ unternommen. Am Donnerstag habe das Kabinett Diab einen lang erwarteten Rettungsplan verabschiedet.
Im Mai begannen Verhandlungen der libanesischen Regierung mit dem Internationalen Währungsfonds. Diese fordert, um die Auslandshilfen in Höhe von etwa zehn Milliarden Dollar auszustellen, Reformen, die der Korruption ein Ende setzen.

## Erneute Demonstrationen und Proteste (Juni 2020)

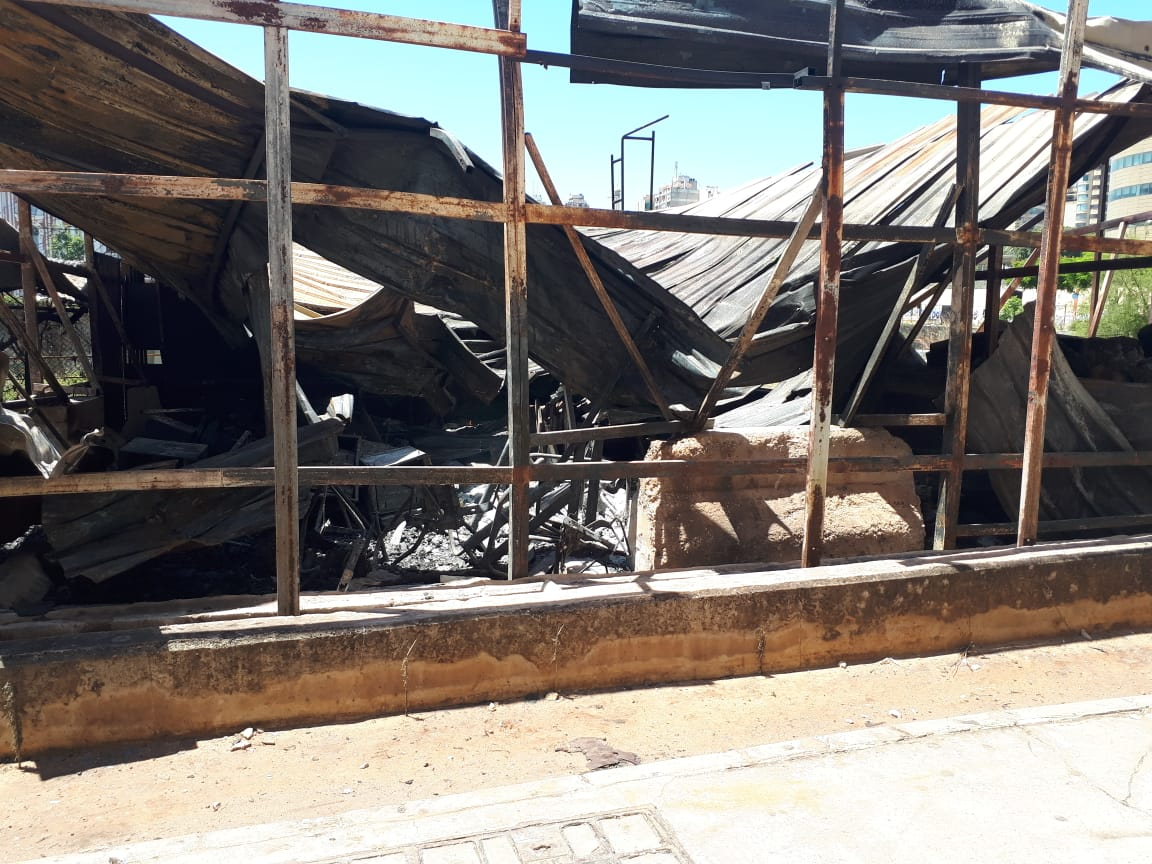
Ausgebranntes Geschäftshaus in der Innenstadt von Beirut nach den Juni-Protesten

Gewalttätige Proteste in Beirut (6. JunI)
Nach der Rücknahme der Ausgangsbeschränkungen, die im Zuge der Coronavirus-Pandemie in Libanon durch die Regierung Diab erlassen worden waren, gingen am Samstag, dem 6. Juni erneut Demonstranten auf die Straße, um sich über das Management der libanesischen Regierung während der schweren Wirtschaftskrise zu empören. Sicherheitskräfte feuerten Tränengas und Gummigeschosse ab, um die Demonstranten zu zerstreuen.
War die Demonstration erst noch friedlich, entwickelten sich zusehends Zusammenstöße zwischen Demonstranten, Gegenprotestierenden und Sicherheitskräften. Demonstranten verbrannten Mülltonnen, plünderten ein Möbelgeschäft im gehobenen Einkaufsviertel der Hauptstadt und errichteten Straßenbarrikaden. Hauptforderungen der Protestierenden waren laut Al Jazeera ein neues Wahlgesetz, das tiefgreifenden Wandel und die Unabhängigkeit der Justiz des Landes herstellten soll. Andernorts kam es zu weiteren Zusammenstößen zwischen Polizei und Militär auf der einen Seite und Demonstranten die die schiitischen Hisbollah und die Amal-Bewegung ablehnen, auf der anderen Seite.
Am 9. Juni sammelten sich Anti-Regierungs-Demonstranten und blockierten Straßen in mehreren libanesischen Regionen, als der US-Dollar auf dem Schwarzmarkt das Rekordhoch von rund 4.500 Libanesisches Pfunds (LBP) erreichte. In Tripoli eskalierte ein Protest vor dem Haus von Ex-Minister Ashraf Rifi, als Schüsse abgefeuert wurden, nachdem Demonstranten versucht hatten, die Räume der Wachen zu stürmen. Demonstranten versammelten sich auch vor einem Büro des Ex-Premierministers Najib Miqati in der Stadt; andernorts blockierten Demonstranten die Autobahn zwischen Tripoli und Akkar in den Gebieten Bab al-Tabbaneh und al-Beddawi und veranstalteten einen Marsch nach Tripoli. Die Bewohner von Minieh, Deir Amar und al-Beddawi versammelten sich unterdessen vor dem Kraftwerk Deir Amar, um gegen einen seit mehreren Tagen andauernden Stromausfall zu protestieren.
Erneute Straßenblockaden (ab 11. Juni)

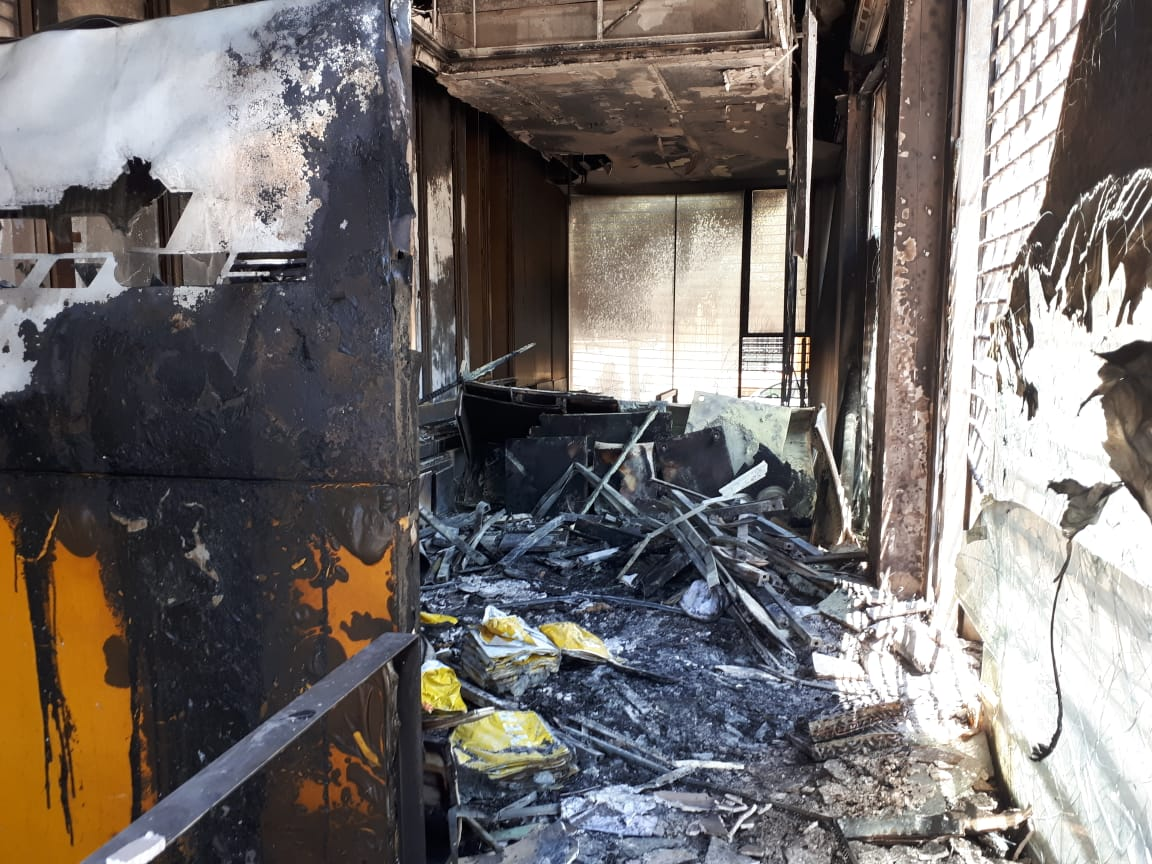
Zerstörungen an einem Geschäftshaus in der Innenstadt von Beirut nach den Juni-Protesten

Am Donnerstag, dem 11. Juni entluden sich Proteste, als Berichten zufolge der Dollar auf dem Schwarzmarkt mit einem historischen Kurs von 7.000 LBP verkauft wurde. Im Zentrum von Beirut versammelten sich Demonstranten vor dem Hauptquartier des Bankenverbandes, bevor sie die Saifi-Straße und die Ringstraße blockierten. Auch in den zahlreichen Vororten der Hauptstadt waren die Straßen blockiert. In Sidon warfen Demonstranten Molotowcocktails auf die Zweigstelle der Zentralbank. Demonstranten versuchten auch, die Filialen der Zentralbank in Tripolis und Tyrus zu stürmen.
Die Proteste zwischen libanesischen Sicherheitskräften und Demonstranten gegen sich verschlechternde Wirtschafts- und Lebensbedingungen wurden am Freitag (12. Juni) über Nacht fortgesetzt, als Präsident Michel Aoun von einem Plan zur Stärkung der Landeswährung sprach. Die Demonstranten warfen Steine und Feuerwerkskörper auf die Polizei, und die Sicherheitskräfte reagierten mit Tränengas, um die Menge zu zerstreuen, die bis in die späten Freitagstunden hinein anwuchs. Die Proteste und Sitzstreiks wurden am Samstag (13. Juni) in verschiedenen Regionen wie Jounieh, Zouk, Beirut, Sidon, Tyrus und Nabatiyeh fortgesetzt. Im Stadtteil Bab el-Tabbaneh von Tripolis kam am 13. Juni zu Konfrontationen zwischen Gruppen junger Männer und Armeeeinheiten, bei denen bisher 23 verletzt wurden, darunter vier Soldaten. Diese Konfrontationen wurden ausgelöst, als eine Gruppe junger Männer aus dem Quartier große Lastwagen abfing, die mit Lebensmitteln beladen waren, die nach Syrien fahren sollten. Der Vorwurf war, dass die Libanesen aufgrund des Hungers, der ihre Bewohner trifft, aufgrund hoher Arbeitslosigkeit mehr Anspruch auf diese Lebensmittel hätten. Bei den Zusammenstößen wurden Steine auf Armeeeinheiten geworfen, die mit Tränengas auf die Demonstranten reagierten, während andere Demonstranten mehrere Straßen, u. a. zur Tabbaneh-Autobahn, mit brennenden Reifen blockierten.
Am Mittwoch (24. Juni) gingen Demonstranten im ganzen Land erneut auf die Straße, um die schlimme wirtschaftliche und finanzielle Situation anzuprangern. Die Proteste fanden am Vorabend eines von Präsident Michel Aoun einberufenen nationalen Treffens statt, das von den meisten Oppositionsparteien boykottiert wurde. In Beirut blockierten Demonstranten die Ringstraße, die für die regierungsfeindliche Protestbewegung zu einem Symbol geworden ist. Später kam es zwischen ihnen und der Bereitschaftspolizei zu Schlägereien, die laut al-Jadeed TV zu Verletzungen führten. Andere Demonstranten versammelten sich inzwischen vor der Zentralbank in Hamra. Zu weiteren Straßenblockaden kam es in der Bekaa-Ebene, in Tripolis, Halba, Nabatieh und in Sidon.